# 1940
1940 (MCMXL) byl rok, který dle gregoriánského kalendáře započal pondělím.

## Události
Automatický abecedně řazený seznam viz Kategorie:Události roku 1940
Československo / Protektorát Čechy a Morava
- 27. ledna – V Praze byl zatčen Přemysl Šámal, představitel odbojového Politického ústředí
- 24. srpna – V Lidových novinách vyšla krátká povídka Můj sluha Saturnin od Zdeňka Jirotky.

Svět
- 8. ledna – Bitva o Suomussalmi skončila porážkou Rudé armády.
- 20. ledna – 13. března – Druhá bitva u Taipale
- 1. února – Rudá armáda zahájila svou druhou velkou ofenzívu na Karelské šíji, začala druhá bitva u Summy.
- 15. února – Rudá armáda prolomila hlavní pozice Mannerheimovy linie u Summy, Finové ustupují na rezervní pozice.
- 16. únor – HMS Cossack abordáží německého tankeru Altmark v norských výsostných vodách zachránila 299 britských námořníků z lodí potopených kapesní bitevní lodí Admiralem Grafem Spee.
- 6. března – Rudá armáda ovládla západní břeh Viipurského zálivu.
- 12. března – Moskevský mír mezi Finskem a Sovětským svazem
- 13. března – V souladu s Moskevským mírem byly ukončeny válečné operace Zimní války.
- 8. dubna – Royal Navy zahájilo zaminovávání norských výsostných vod.
- 9. dubna – Německo napadlo Dánsko a Norsko.
- 10. května – Německo zahájilo útok na Belgii, Nizozemsko a Lucembursko.
- 19. května – Vrchní velitel francouzských vojsk Maurice Gamelin byl ve své funkci nahrazen generálem Weygandem.

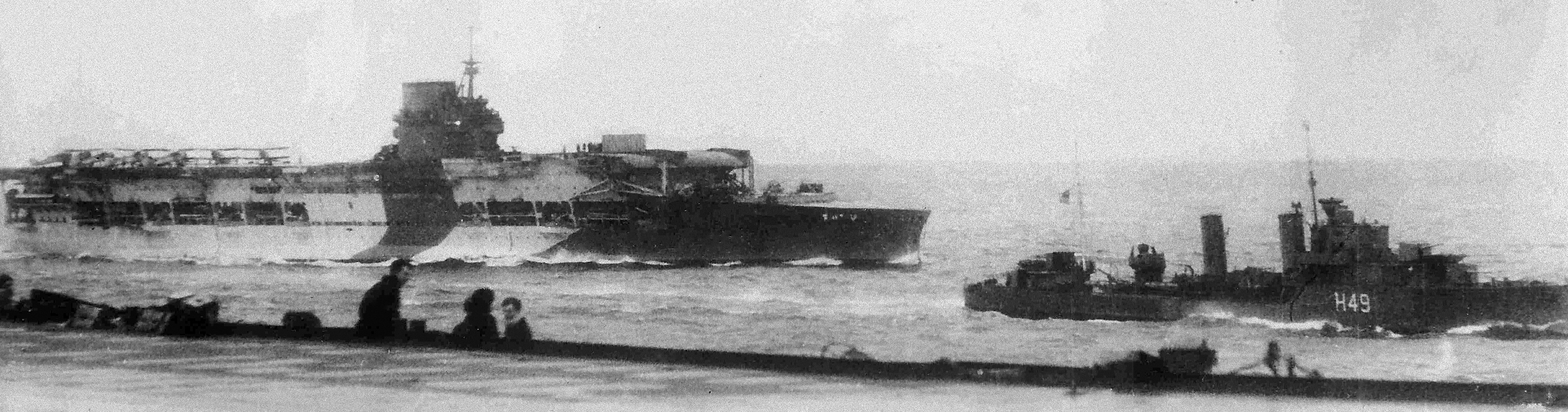
Poslední fotografie HMS Glourious

- 8. června – Druhá světová válka, Evakuace britských jednotek z Norska. Německé bitevní křižníky Scharnhorst a Gneisenau dostihly a potopily britskou letadlovou loď HMS Glorious a její doprovod.
- 10. června – Kapitulace Norska a vstup Itálie do války.
- 14. června – Německo obsadilo Paříž.
- 17. června – SSSR anektoval Lotyšsko.
- 22. června – Příměří z Compiègne, Francie kapitulovala
- 3. července – operace Katapult, britská flota napadla francouzské loďstvo kotvící v Mers-el-Kebíru u Oranu v Alžíru a způsobila mu těžké ztráty. Zahynulo přes tisíc námořníků, neboť Britové neváhali ostřelovat i malé lodě zachraňující trosečníky.
- 10. července – Začala bitva o Británii
- 12. července – Vznikla první čs. letecké peruť – 310. stíhací peruť ve Velké Británii
- 19. července – Námořní bitva u mysu Spatha
- 31. července – Hitler informoval generály o svém úmyslu přepadnout Sovětský svaz.
- 31. srpna – Konstantin von Neurath a Karl Hermann Frank předložili A. Hitlerovi návrhy na způsob likvidace českého národa.
- 23. září – Bitva o Dakar, Britové se neúspěšně pokusili o vylodění ve francouzském Dakaru a byli s těžkými ztrátami odraženi.
- 25. září – 83 francouzských letounů zaútočilo na Gibraltar. Byl to největší nálet provedený francouzským letectvem v roce 1940.
- 27. září – Zástupci Třetí říše, Itálie a Japonska podepsali Pakt tří.
- 28. října – Itálie napadla Řecko.
- 31. října – Byly ukončeny nejurputnější fáze bitvy o Británii.
- 11. listopadu – Útok na Tarent, letadla HMS Illustrious provedla první letecký útok na přístav v historii a způsobila italskému loďstvu těžké ztráty.
- 9. prosinec – začala Operace Compass, první spojenecká ofenzíva v Severní Africe.
- Založeno vyznamenání Jiřího kříž – Velká Británie
- V SSSR byla zakázána lotyšská hymna.
- Vzducholoď Graf Zeppelin byla na příkaz ministra vzdušných sil Hermanna Göringa rozebrána do šrotu.

### Probíhající události
- Druhá čínsko-japonská válka (1937–1945)
- Zimní válka (1939–1940)
- Druhá světová válka (1939–1945)

## Vědy a umění
- 15. července – V New Yorku měl premiéru první zvukový film Charlieho Chaplina Diktátor.
- 15. listopadu – Premiéra českého filmu Babička s Terezií Brzkovou. Režisérem filmu byl František Čáp
- 21. listopadu – Wagnerova opera Valkýra byla první Wagnerova opera hraná v SSSR.
- Začal se natáčet animovaný seriál Tom a Jerry
- Objeveny chemické prvky: astat, neptunium a polonium
- Objeven Rh faktor
- Penicilin lze využít proti mikrobům
- Vědci – jsme o krok blíže k atomové bombě
- Pensylvánská dálnice na níž se platí poplatek se stala první moderní dálnicí v USA.
- první automatické dveře na světě
- V USA se ke konzervaci potravin začal používat tzv. kryosušení(sušení ve zmrazeném stavu)
- Biochemik Vincent Du Vigneaud objevil bioton(vitamín obsahující síru
- V SSSR dochází k 95 % mechanizaci těžby uhlí.
- Americká společnost CBS zkoušela bezdrátový přenos barevné televize.
- V Čechách měly premiéru filmy Artur a Leontýna, Babička, Baron Prášil, Katakomby, Maskovaná milenka, Muzikantská Liduška, Okénko do nebe, Panna, Pohádka máje, Přítelkyně pana ministra a Život je krásný.

### Knihy
- Karel Čapek – Kalendář
- Karin Boyeová – Kallocain
- Jaroslav Foglar – Pod junáckou vlajkou
- Roger Martin du Gard – Thibaultové
- Graham Greene – Moc a sláva
- František Halas – Naše paní Božena Němcová
- Ernest Hemingway – Komu zvoní hrana
- Eric Knight – Lassie se vrací
- Václav Kůrka – Město kamenného srdce
- Vítězslav Nezval – Manon Lescaut
- Arthur Ransome – Velká šestka
- Arthur Ransome – Záhadné vody
- Armstrong Sperry – Odvaha

## Nobelova cena
Kvůli válečnému konfliktu (II. světová válka) nebyla udělena žádná Nobelova cena.

## Narození
Automatický abecedně řazený seznam viz Kategorie:Narození v roce 1940

### Česko
- 04. ledna

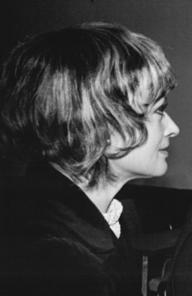
Jana Brejchová (* 20. ledna; herečka)

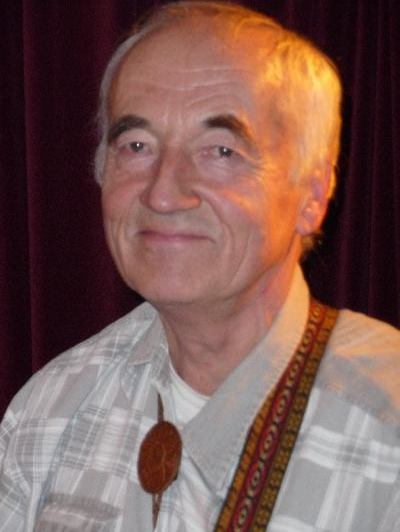
Marko Čermák (* 14. února; kreslíř a hudebník)

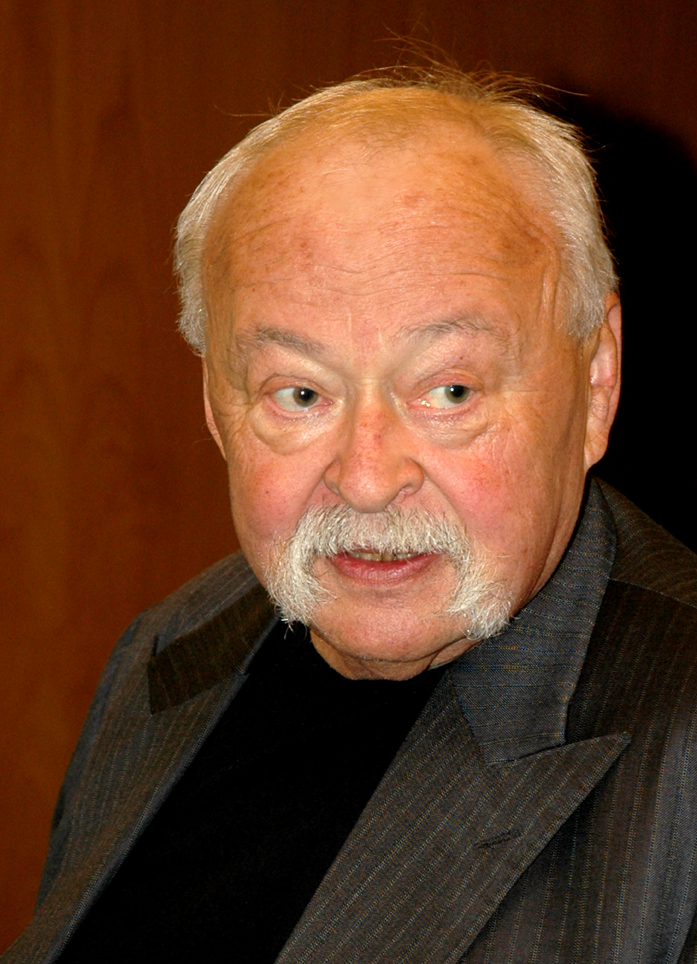
Oldřich Kulhánek (* 26. února; výtvarník)

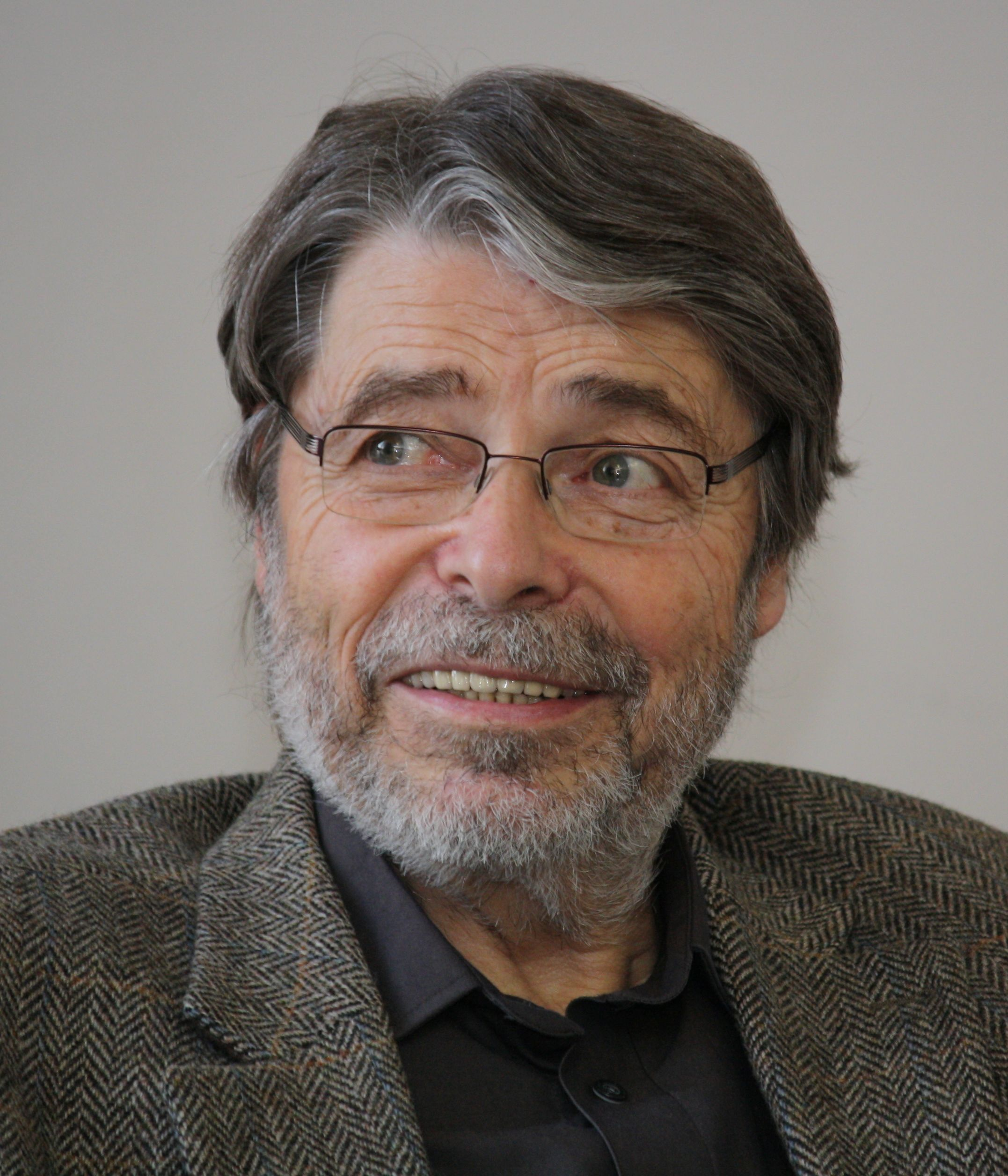
Radim Uzel (* 27. března; sexuolog a politik)

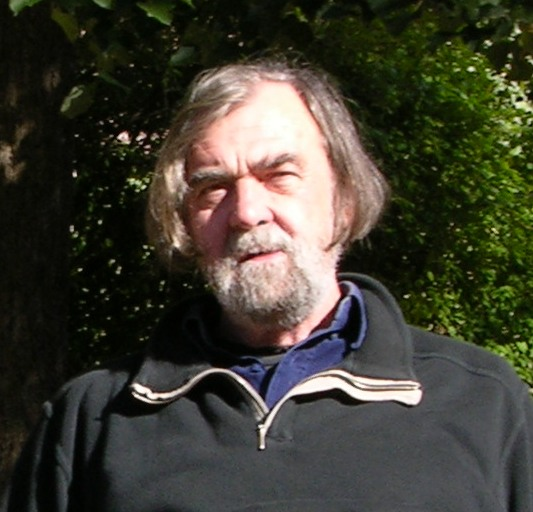
Pavel Šrut (* 3. dubna; spisovatel)

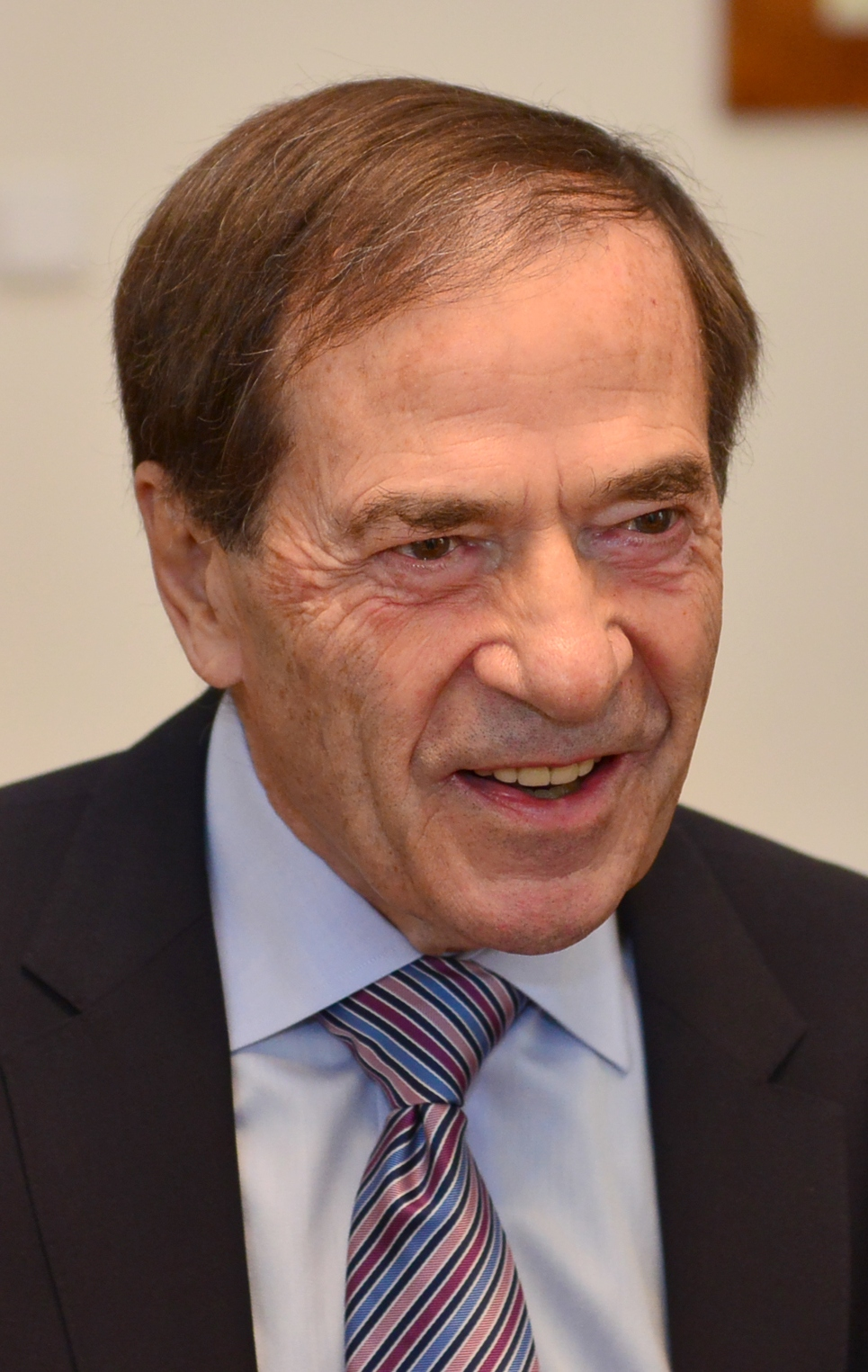
Otto Jelinek (* 20. května; politik)

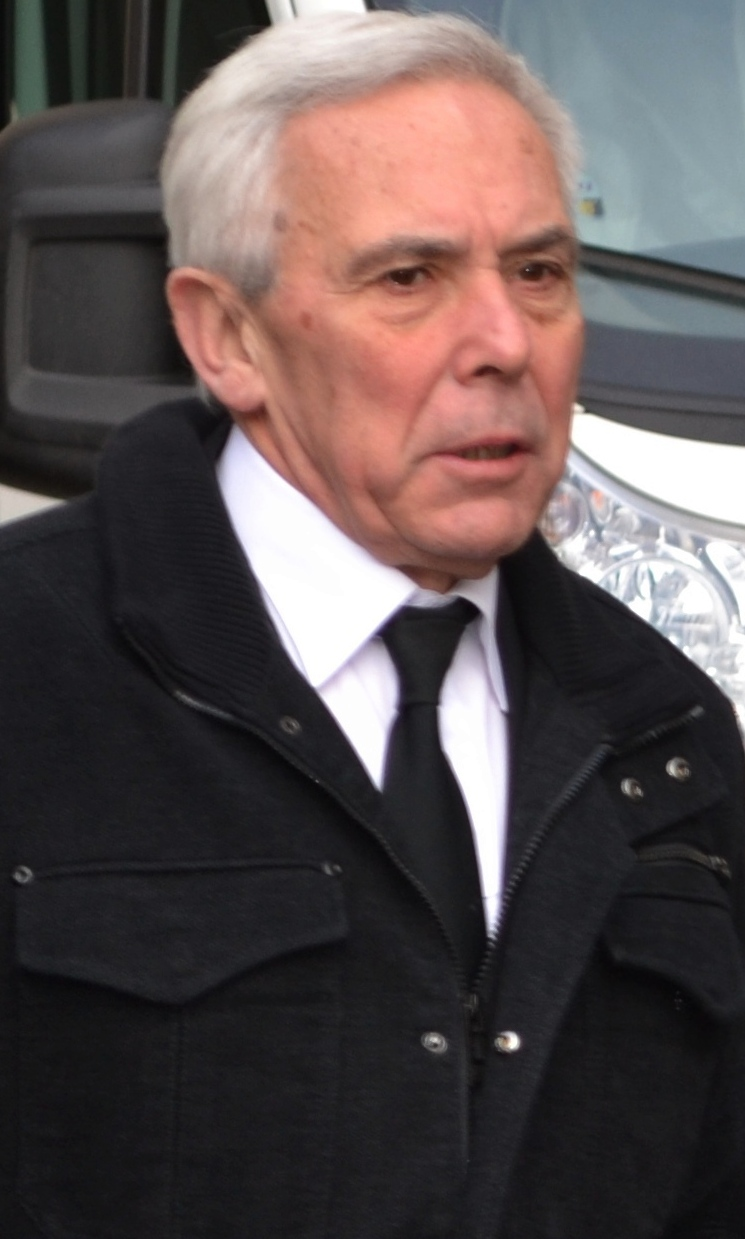
Pavel Pafko (* 3. července; chirurg)

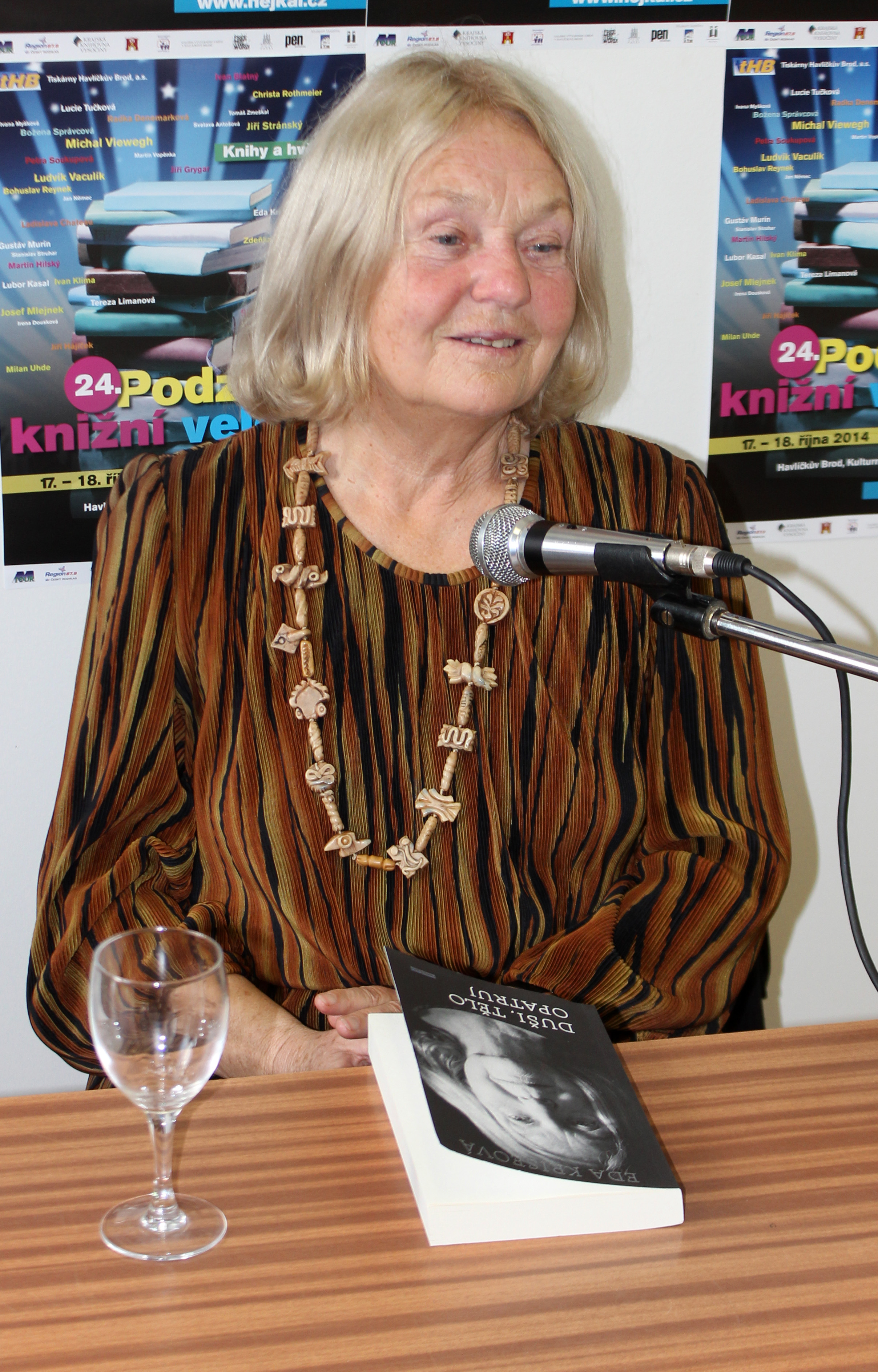
Eda Kriseová (* 18. července; spisovatelka)

  - Jiří Kratochvil, romanopisec, dramatik a novinář
  - Pavel Smetáček, jazzový klarinetista a saxofonista, kapelník († 20. listopadu 2022)
- 13. ledna – Jaroslav Eliáš, lékař, předseda Společnosti pro duchovní hudbu
- 17. ledna
  - Bohumil Doležal, literární kritik a politický komentátor
  - Jaroslav Kořán, překladatel, scenárista, podnikatel a politik († 2. června 2017)
- 19. ledna – Jan Lipa, olašský král († 15. října 2012)
- 20. ledna – Jana Brejchová, herečka
- 25. ledna
  - Alena Hoblová, malířka, kostýmní a scénická výtvarnice
  - Antonín Vítek, znalec a popularizátor v oboru kosmonautiky († 28. února 2012)
- 30. ledna – František Čermák, jazykovědec
- 06. února – Petr Hájek, matematik († 26. prosince 2016)
- 07. února
  - Jiří Ramba, lékař, specialista na čelistní a obličejovou chirurgii († 23. ledna 2023)
  - Jan Lopatka, literární kritik, redaktor a signatář Charty 77 († 9. července 1993)
- 14. února – Marko Čermák, kreslíř a hudebník
- 17. února – Petr Kalaš, ministr životního prostředí
- 26. února – Oldřich Kulhánek, malíř, grafik, ilustrátor, scénograf a pedagog († 28. ledna 2013)
- 04. března – Milan Hauner, historik, politolog a publicista († 26. září 2022)
- 07. března – Miloslav Šimek, komik, humorista a spisovatel († 16. února 2004)
- 08. března – Jiří Daler, cyklista, olympijský vítěz
- 09. března – Pavel Červinka, operní zpěvák, baryton († 16. července 2015)
- 15. března – Tomáš Ježek, ekonom, politik a vysokoškolský pedagog († 29. listopadu 2017)
- 18. března
  - Jana Březinová, herečka († 29. května 2000)
  - Václav Šmídl, volejbalista, stříbrný na OH 1964
- 19. března – Jan Kapras mladší, genetik, lékař, vysokoškolský učitel († 25. února 2001)
- 21. března
  - Růžena Merunková, herečka
  - Milan Sobotík, spisovatel, redaktor, knihovník, překladatel († únor 2023)
- 27. března – Radim Uzel, gynekolog, sexuolog a regionální politik († 2. května 2022)
- 03. dubna
  - Jiří Horák, dramaturg, scenárista a režisér († 17. března 2004)
  - Antonín Linhart, folkový a trampský kytarista, zpěvák a písničkář († 8. ledna 2021)
  - Pavel Šrut, básník, překladatel, fejetonista, autor knih pro děti a písňových textů († 20. dubna 2018)
- 04. dubna
  - Stanislav Tesař, hudební vědec
  - Miroslav Parák, malíř († 18. ledna 2003)
- 05. dubna – Soňa Nevšímalová, lékařka, profesorka neurologie
- 08. dubna – Miloš Pojar, spisovatel, historik a diplomat († 23. ledna 2012)
- 09. dubna – Jaroslav Kraft, paleontolog († 10. ledna 2007)
- 13. dubna
  - Jiří Reichl, režisér a scenárista († 11. března 1999)
  - Jan Horský, teoretický fyzik († 29. února 2012)
- 14. dubna – Marie, kněžna lichtenštejnská († 21. srpna 2021)
- 16. dubna – Tomáš Sláma, herec, scenárista, konferenciér, redaktor († 15. června 2004)
- 17. dubna – Jaroslava Tvrzníková, herečka, režisérka, novinářka
- 19. dubna – Milan Knížák, výtvarník, hudebník a performer
- 21. dubna
  - Edita Štaubertová, zpěvačka († listopad 2010)
  - Pavel Zářecký, politik a právník
- 30. dubna – Milan Kašuba, jazzový kytarista, skladatel a hudební pedagog
- 02. května – Petr Jakeš, geolog a geochemik († 29. listopadu 2005)
- 10. května – Jan Hraběta, herec
- 11. května – Vladimír Medek, ekonom a překladatel († 2. září 2022)
- 13. května – Jan Vlček, akademický malíř
- 19. května – František Gregor Emmert, hudební skladatel († 17. dubna 2015)
- 20. května – Otto Jelinek, kanadský krasobruslař, podnikatel a politik českého původu
- 28. května – Radim Mareš, vědec v oblasti termofyzikálních vlastností vody a páry
- 29. května – Ladislav Vilímek, historik
- 01. června – René Auberjonois († 8. prosince 2019)
- 02. června – Karel Růžička, klavírista, jazzový hudebník, hudební skladatel a pedagog († 26. září 2016)
- 04. června – Jiří Válek, flétnista, hudební skladatel a pedagog
- 06. června – Robert Bakalář, sportovní komentátor († 3. srpna 2011)
- 08. června
  - Jan Kratochvíl, režisér, herec, divadelní organizátor († 20. listopadu 2013)
  - Zdeněk Flídr, scenárista, režisér a producent
- 13. června – Václav Hrabě, básník († 5. března 1965)
- 15. června – Miloš Ondřej, botanik († 10. prosince 2012)
- 16. června – Petr Kaplan, zpěvák a doprovodný kytarista († 26. srpna 2007)
- 22. června – Andrej Stankovič, básník, knihovník, editor a filmový kritik († 12. července 2001)
- 23. června – Jan Kuklík, historik († 22. srpna 2009)
- 30. června – Pavel Lebeda, lékař a politik († 6. června 2023)
- 02. července
  - Jiří Brabec, klavírista, skladatel († 17. listopadu 2003)
  - Pavel Pecháček, novinář a manažer († 16. ledna 2023)
- 03. července – Pavel Pafko, břišní a hrudní chirurg
- 07. července – Jindřich Konečný, básník, aforista a politik († 20. března 2009)
- 10. července
  - Lubomír Dvořák, fyzik a rektor Univerzity Palackého v Olomouci
  - Květoslava Kořínková, politička a pedagožka
  - Kamil Sopko, malíř, sochař a pedagog
- 11. července – Miloš Zavadil, česko-rakouský tanečník, herec, choreograf († 17. září 2007)
- 18. července
  - Anna Chromy, česko-rakouská malířka a sochařka († 18. září 2021)
  - Eda Kriseová, novinářka a spisovatelka
- 20. července – Ivan Dylevský, anatom
- 26. července – Adéla Matasová, malířka, sochařka, grafička a multimediální výtvarnice
- 02. srpna – Martin Hampl, geograf († 21. března 2022)
- 03. srpna – Pavel Balcárek, archivář, historik a politik († 30. září 2015)
- 04. srpna – Karel Vachek, režisér a filmový pedagog († 21. prosince 2020)
- 05. srpna – Drahomíra Pithartová, publicistka a spisovatelka
- 07. srpna – Josef Stingl, anatom a chirurg
- 10. srpna – Pavel Holba, chemik, informatik a politik († 3. června 2016)
- 19. srpna – Jana Malknechtová, herečka a zpěvačka
- 21. srpna – Jan Wanner, historik
- 30. srpna – Jozef Wagner, český politik slovenské národnosti
- 01. září – Václav Mareš, herec († 30. května 2009)
- 05. září – Vlastimil Podracký, spisovatel
- 13. září – Jaroslav Vejvoda, prozaik a scenárista († 5. dubna 2025)
- 16. září – Petr Čepek, divadelní a filmový herec († 20. září 1994)
- 18. září – Josef Syka, lékař-neurofyziolog
- 20. září – Jana Jurečková, matematička
- 21. září – Jaroslav Veselák, medailér, sochař, keramik a pedagog
- 22. září – Pavel Floss, filosof, komeniolog a historik filosofie
- 25. září – Eva Švankmajerová, výtvarnice, básnířka a prozaička († 20. října 2005)
- 28. září – Jindra Kramperová, krasobruslařka a klavíristka
- 29. září – Richard Falbr, levicově orientovaný politik
- 30. září – Jitka Vrbová, zpěvačka († 3. března 2025)
- 03. října
  - Roman Erben, básník, esejista, výtvarník, fotograf, designér a typograf
  - Zuzana Stivínová, herečka
- 20. října – Jiří Rückl, politik a podnikatel († 11. září 2017)
- 21. října – Karel Dyba, ekonom, ministr hospodářství ČR († 22. července 2024)
- 22. října – Petr Sovadina, varhaník
- 25. října – Hana Janků, operní pěvkyně – sopranistka († 28. dubna 1995)
- 30. října – Drahoslava Landsmanová, herečka
- 0 1. listopadu – Noemi Rejchrtová, historička
- 14. listopadu – Vladimír Lysenko, geolog, spisovatel a publicista
- 19. listopadu – Václav Kozel, jazzový hudebník, skladatel a dirigent
- 22. listopadu – Jana Drbohlavová, herečka († 28. října 2019)
- 02. prosince – Zdeněk Ambler, neurolog († 21. října 2013)
- 06. prosince – Ladislav Pecháček, lékař, spisovatel a humorista
- 08. prosince – Zdeněk Hess, herec († 26. března 2020)
- 14. prosince – Jan Kobylka, psycholog a psychoterapeut a politik
- 24. prosince – Jan Stráský, poslední federální předseda vlády Československa († 6. listopadu 2019)
- 29. prosince – Marie Kremerová, operní pěvkyně-sopranistka

### Svět
- 1. ledna

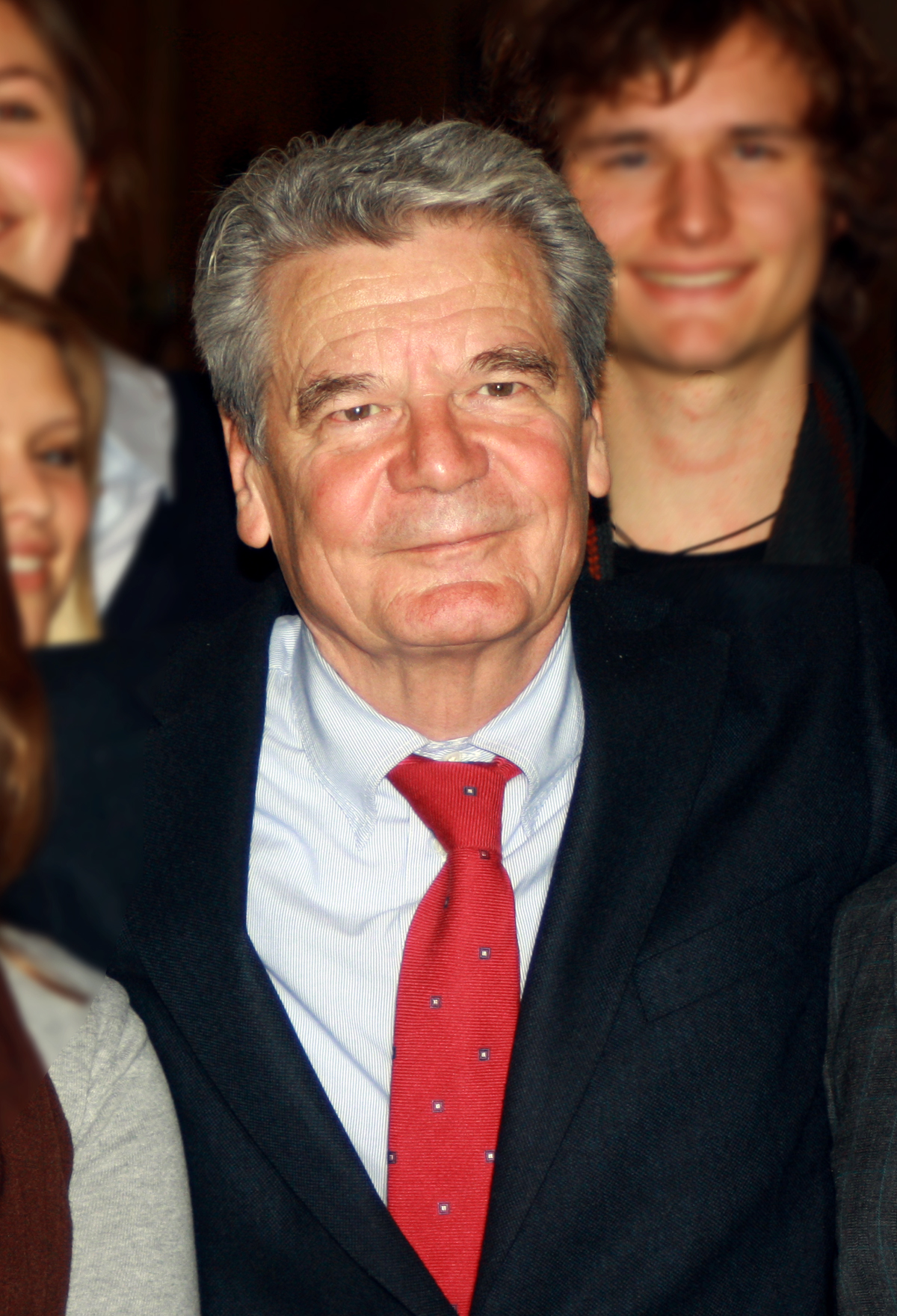
Joachim Gauck (* 24. ledna)

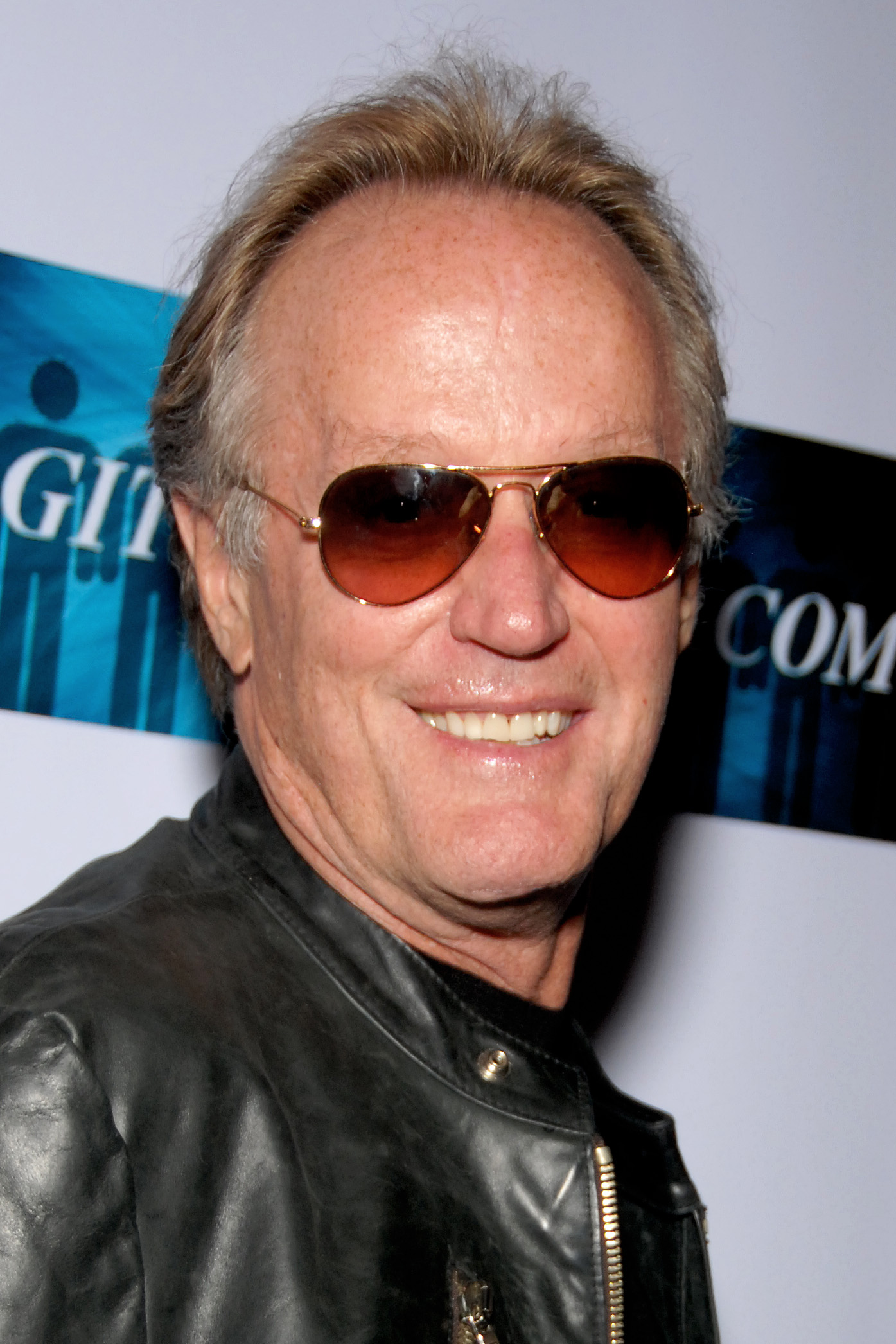
Peter Fonda (* 23. února)

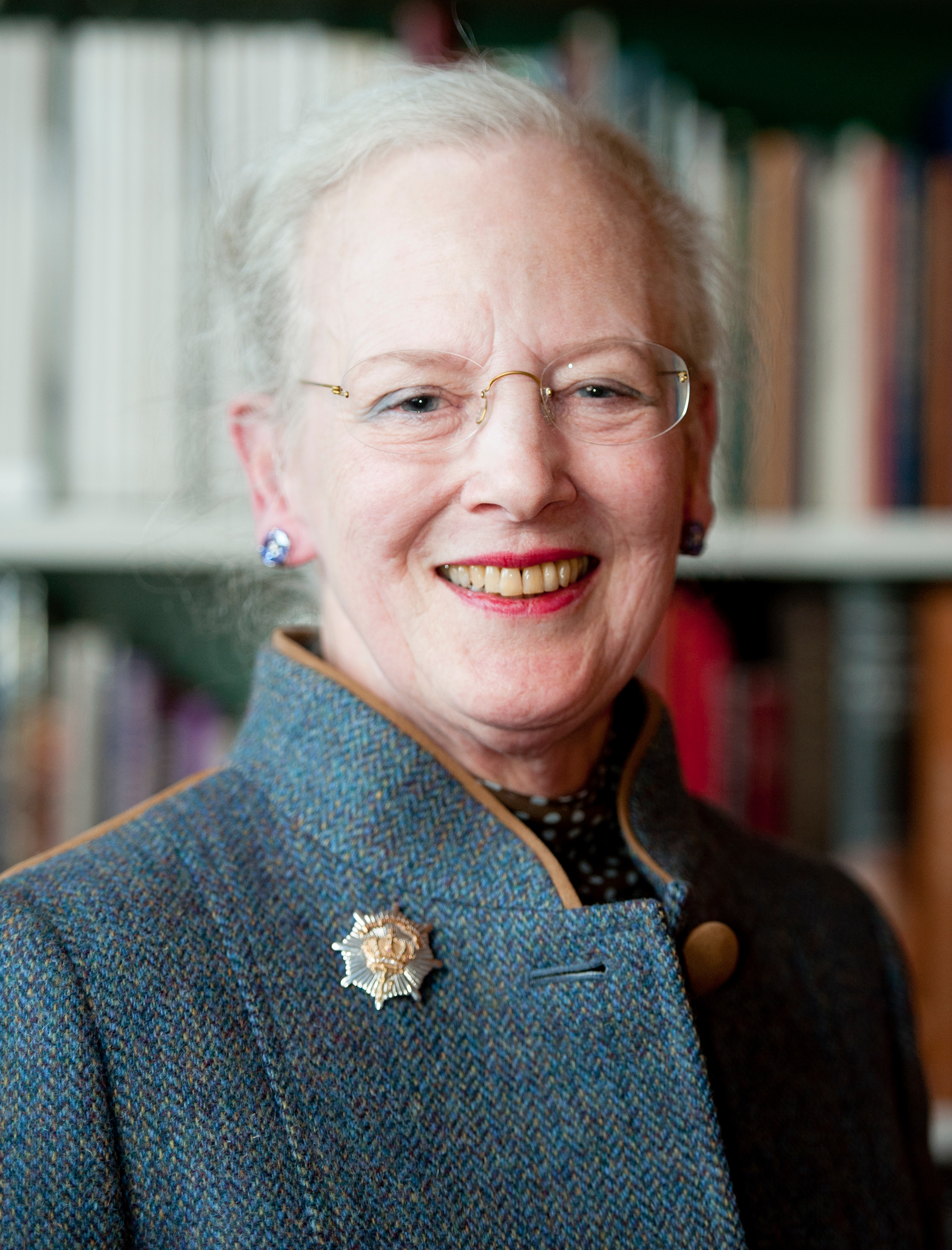
Markéta II. (* 16. dubna)

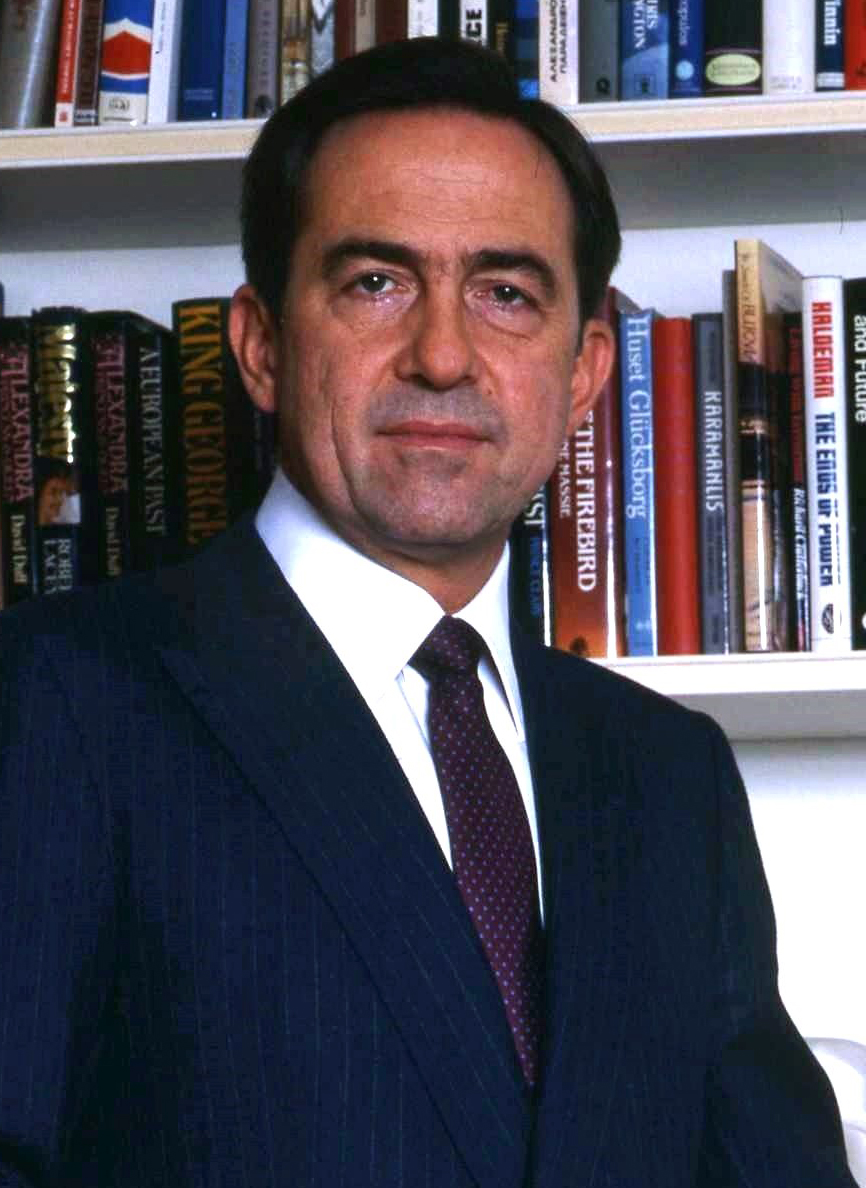
Konstantin II. (* 2. června)

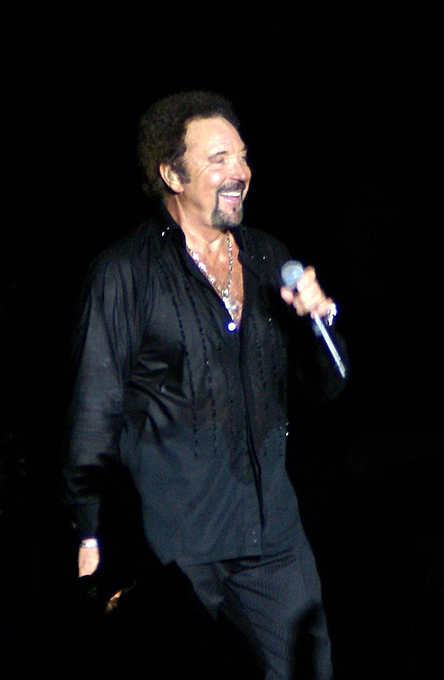
Tom Jones (* 7. června)

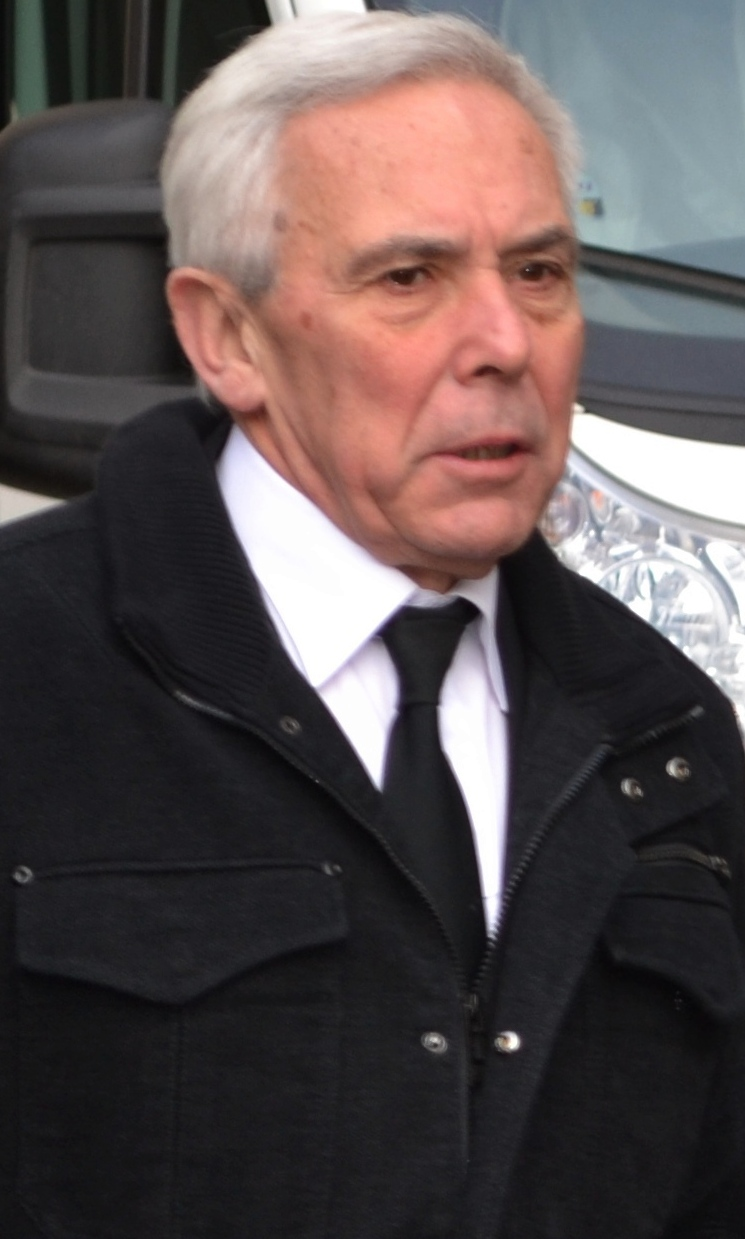
Pavel Pafko (* 3. července)

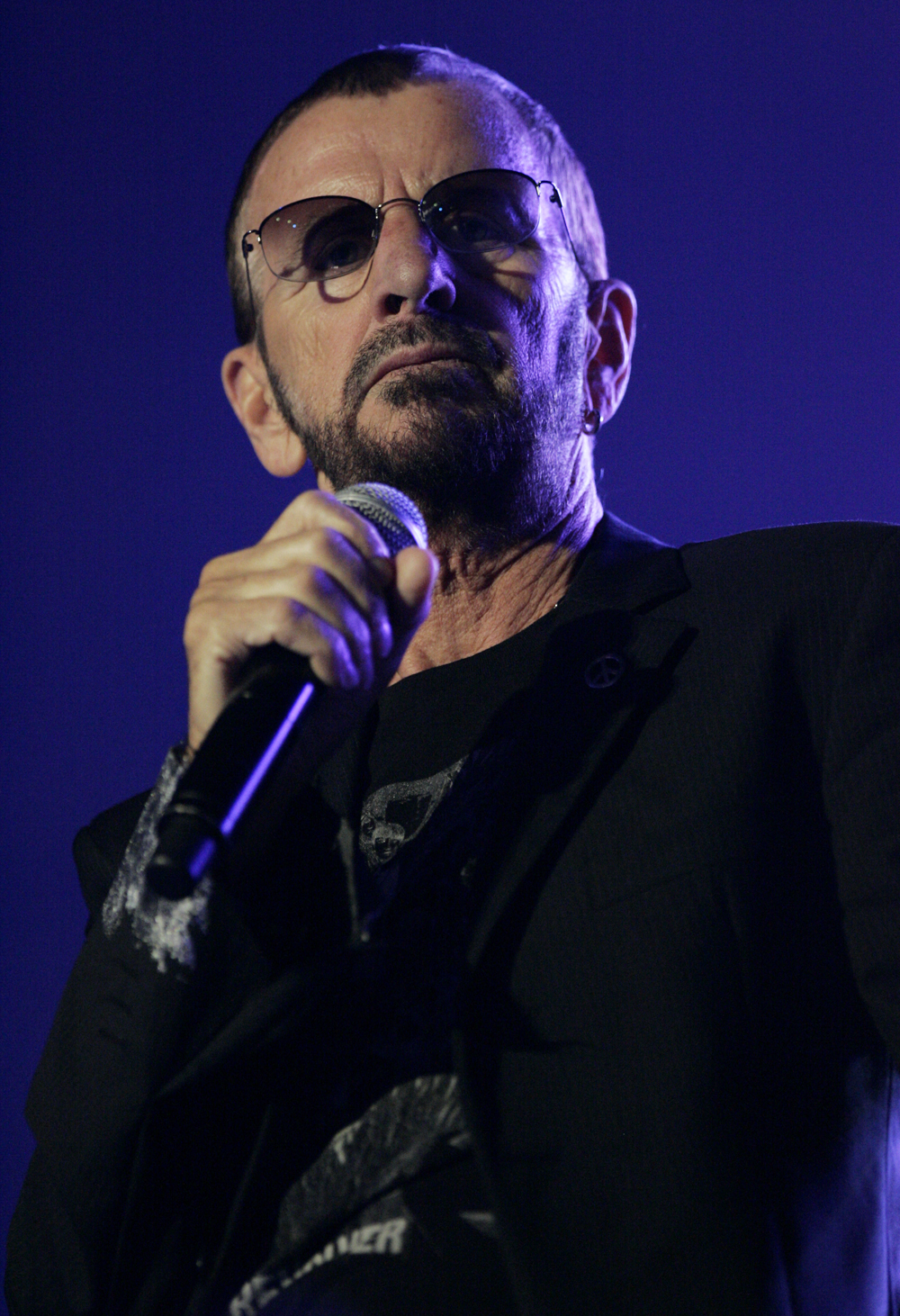
Ringo Starr (* 7. července)

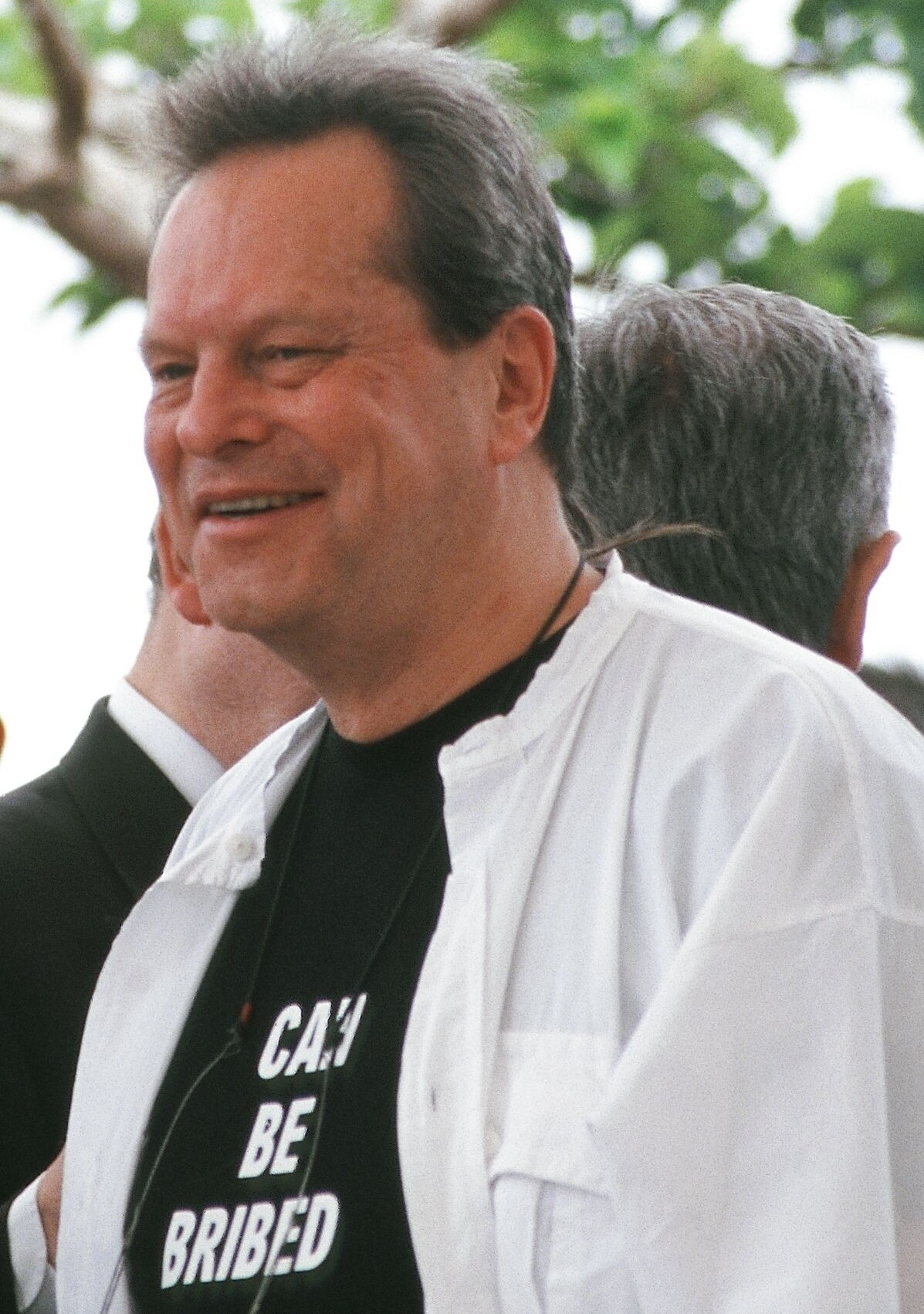
Terry Gilliam (* 22. listopadu)

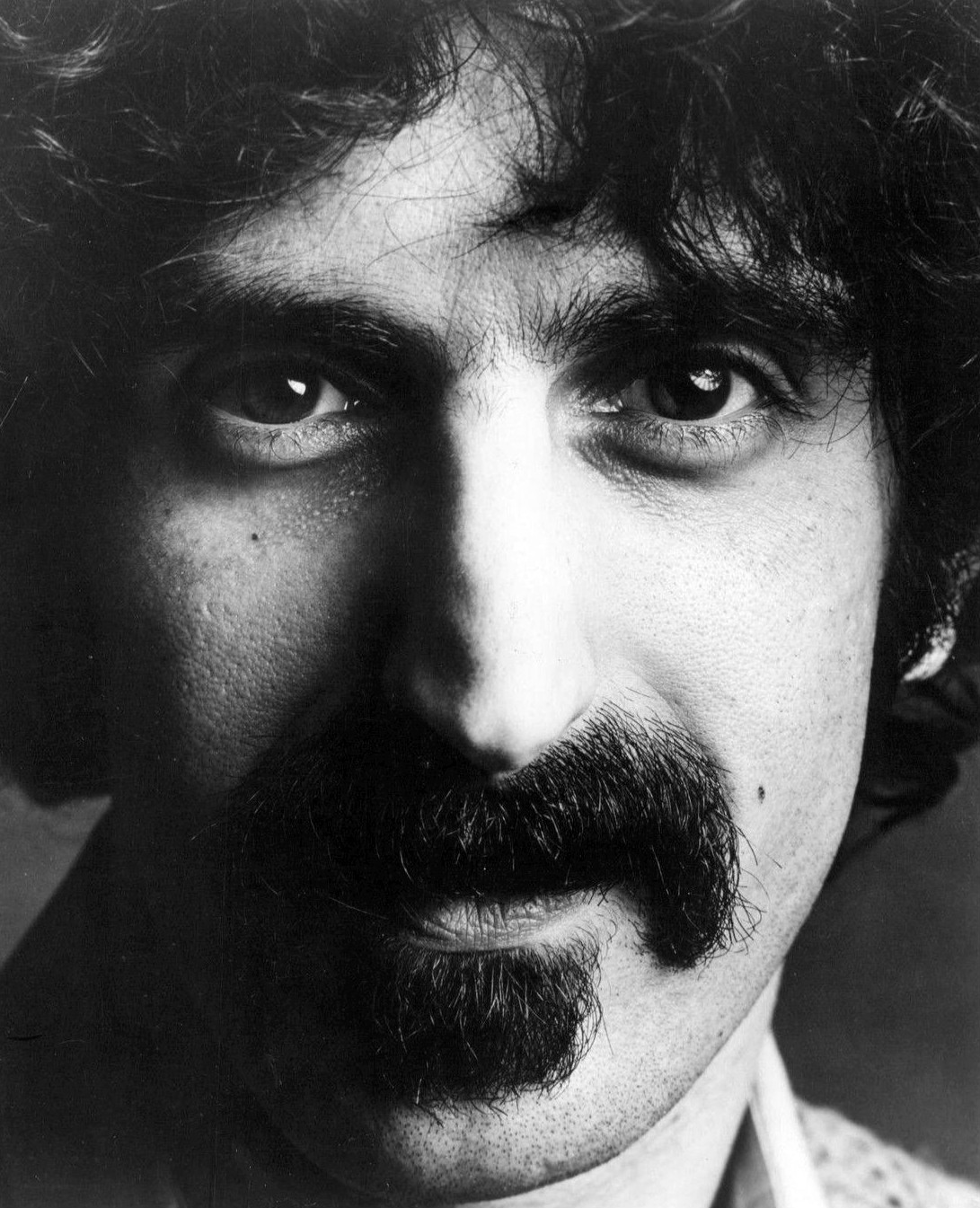
Frank Zappa (* 21. prosince)

  - Arnold Mindell, americký psychoterapeut
  - Ze'ev Revach, izraelský bavič, filmový herec, scenárista a režisér
- 2. ledna – Srinivasa Varadhan, indicko-americký matematik
- 4. ledna
  - Helmut Jahn, německý architekt († 8. května 2021)
  - Brian David Josephson, velšský fyzik, Nobelova cena za fyziku 1973
  - Kao Sing-ťien, čínský spisovatel a literární kritik, nositel Nobelovy ceny za literaturu
- 11. ledna – Andres Tarand, premiér Estonska
- 12. ledna
  - Matthias Habich, německý herec
  - Ronald Shannon Jackson, americký jazzový bubeník († 19. října 2013)
- 14. ledna
  - John Castle, anglický herec
  - Peter Jambrek, slovinský právník, politik, publicista a sociolog
- 16. ledna
  - Reinhart Ahlrichs, německý teoretický chemik († 12. října 2016)
  - Franz Müntefering, německý průmyslový manažer a politik
- 17. ledna
  - Kipchoge Keino, keňský běžec na střední a dlouhé tratě, dvojnásobný olympijský vítěz
  - Mircea Snegur, prezident Moldavska († 13. září 2023)
  - Tabaré Vázquez, prezident Uruguaye († 6. prosince 2020)
- 18. ledna
  - Pedro Rodríguez de la Vega, mexický automobilový závodník († 11. července 1971)
  - Lindsay L. Cooper, skotský kontrabasista a violoncellista († 19. června 2001)
- 19. ledna – Paolo Borsellino, italský prokurátor a bojovník proti italské mafii († 19. července 1992)
- 20. ledna – Stanislav Rakús, slovenský prozaik a literární vědec
- 21. ledna – Jack Nicklaus, americký golfista
- 22. ledna
  - John Hurt, anglický filmový a divadelní herec († 25. ledna 2017)
  - Peter Jaroš, slovenský prozaik, dramatik a scenárista
- 24. ledna – Joachim Gauck, evangelický pastor, prezident Spolkové republiky Německo
- 27. ledna
  - James Cromwell, americký herec
  - Petru Lucinschi, druhý prezident Moldavska
- 28. ledna – František Schmucker, slovenský a československý fotbalista († 15. července 2004)
- 29. ledna – Katharine Rossová, americká herečka
- 30. ledna
  - Tony Levin, britský jazzový bubeník († 3. února 2011)
  - Boris Podrecca, slovinsko-italský architekt
- 31. ledna – Kalevi Numminen, finský hokejový obránce a trenér
- 1. února – Bibi Beschová, rakousko-americká herečka († 7. září 1996)
- 3. února – Milan Lasica, slovenský humorista, dramatik, prozaik, textař, herec, režisér, moderátor a zpěvák († 18. července 2021)
- 4. února – John Schuck, americký herec
- 5. února
  - H. R. Giger, švýcarský malíř, sochař a návrhář († 12. května 2014)
  - Dick Warlock, americký herec a kaskadér
- 6. února – Katarína Tóthová, ministryně spravedlnosti SR
- 7. února
  - Tošihide Masukawa, japonský fyzik
  - Dubravka Tomšičová, slovinská klavíristka a hudební pedagožka
- 9. února – John Maxwell Coetzee, jihoafrický a australský autor, držitel Nobelovy ceny za literaturu
- 10. února – Mary Randová, britská olympijská vítězka ve skoku do dálky
- 14. února – Arno Anzenbacher, rakouský filosof a teolog
- 17. února
  - Gene Pitney, americký zpěvák-skladatel, hudebník a zvukový inženýr († 5. dubna 2006)
  - Willi Holdorf, německý atlet, olympijský vítěz v desetiboji († 5. července 2020)
- 18. února – Fabrizio De André, italský písničkář († 11. ledna 1999)
- 19. února
  - Saparmurat Nijazov, prezident Turkmenistánu († 21. prosince 2006)
  - Smokey Robinson, americký zpěvák
- 20. února – Jimmy Greaves, anglický fotbalista († 19. září 2021)
- 22. února – Billy Name, americký fotograf, filmař a světelný designér († 18. července 2016)
- 23. února – Peter Fonda, americký herec († 16. srpna 2019)
- 24. února
  - Barbara Sadowska, polská básnířka a aktivistka protikomunistické opozice († 1. října 1986)
  - Denis Law, skotský fotbalista, útočník
- 28. února – Mario Andretti, italsko-americký pilot Formule 1
- 29. února – Bartoloměj I., konstantinopolský arcibiskup a pravoslavný patriarcha
- 1. března – Ralph Towner, americký multiinstrumentalista a hudební skladatel
- 2. března
  - Juraj Beneš, slovenský skladatel a klavírista († 11. září 2004)
  - Adela Gáborová, slovenská herečka († 12. července 2007)
  - Lothar de Maizière, předseda vlády NDR před sjednocením Německa
- 6. března – Homero Aridjis, mexický spisovatel, diplomat
- 7. března
  - Rudi Dutschke, osobnost radikálně levicového studentského hnutí v Německu († 24. prosince 1979)
  - Viktor Savinych, sovětský kosmonaut, rektor Moskevské státní univerzity
  - Tony Conrad, americký režisér, houslista a hudební skladatel († 9. dubna 2016)
- 8. března – Richard Williamson, anglický tradicionalistický biskup († 29. ledna 2025)
- 9. března – Gary Hirsh, americký bubeník († 17. srpna 2021)
- 10. března – Chuck Norris, americký herec
- 13. března – Al Jarreau, americký jazzový zpěvák († 12. února 2017)
- 13. března – Candi Staton, americká soulová a gospelová zpěvačka
- 15. března – Phil Lesh, americký rockový baskytarista († 25. října 2024)
- 16. března
  - František Dostál, slovenský horolezec a filmař († 2. prosince 2006)
  - Claus Offe, německý politický sociolog marxistické orientace
- 17. března – Jacek Baluch, polský literární historik a diplomat
- 20. března – Mary Ellen Mark, americká fotografka († 25. května 2015)
- 21. března
  - Solomon Burke, americký zpěvák a textař († 10. října 2010)
  - Chip Taylor, americký zpěvák, hudebník, hudební producent a skladatel
- 25. března – Anna Mina Mazzini, italská popová zpěvačka
- 26. března – James Caan, americký herec († 6. července 2022)
- 27. března – Janis Martin, americká zpěvačka († 3. září 2007)
- 29. března
  - Heinz Ludwig Arnold, německý publicista († 1. listopadu 2011)
  - Astrud Gilberto, brazilská zpěvačka
- 30. března – Uwe Timm, německý spisovatel
- 1. dubna – Wangari Maathaiová, keňská environmentální a politická aktivistka († 25. září 2011)
- 11. dubna
  - Władysław Komar, polský olympijský vítěz ve vrhu koulí, herec a politik († 17. srpna 1998)
  - Thomas Harris, americký spisovatel a scenárista
- 12. dubna – Herbie Hancock, americký jazzový pianista a skladatel
- 13. dubna
  - Karol Benický, slovenský fotograf, nakladatel († 2. srpna 2011)
  - Vladimir Cosma, rumunsko-francouzský skladatel filmové hudby
  - Jean-Marie Gustave Le Clézio, francouzský spisovatel
- 15. dubna – Marian Zazeelaová, americká hudebnice, malířka a světelná designérka
- 16. dubna
  - Rudolf Machovič, slovenský básník a publicista († 10. května 1994)
  - Markéta II., dánská královna
- 17. dubna – Agostino Vallini, italský kardinál
- 19. dubna – Genya Ravan, americká zpěvačka
- 20. dubna – Tim Drummond, americký baskytarista († 10. ledna 2015)
- 22. dubna
  - Marie-José Natová, francouzská filmová, televizní a divadelní herečka († 10. října 2019)
  - Dina Štěrbová, slovenská horolezkyně
- 24. dubna – Sue Graftonová, americká spisovatelka detektivních románů († 28. prosince 2017)
- 25. dubna – Al Pacino, americký filmový herec
- 26. dubna – Giorgio Moroder, italský hudební skladatel
- 29. dubna – Peter A. Diamond, americký ekonom, Nobelova cena 2010
- 30. dubna – Burt Young, americký filmový herec († 8. října 2023)
- 4. května – Robin Cook, americký lékař a spisovatel
- 5. května – Lance Henriksen, americký herec, malíř a hrnčíř
- 6. května – Vjačeslav Staršinov, ruský hokejový útočník
- 7. května – Angela Carterová, anglická spisovatelka a novinářka († 16. února 1992)
- 9. května
  - James L. Brooks, americký producent, režisér a scenárista
  - John Hawken, anglický hudebník
- 15. května – Claus Spahn, německý moderátor a producent
- 16. května – Vjačeslav Druzjaka, ukrajinský básník, překladatel, dirigent a skladatel
- 17. května
  - Valie Export, rakouská výtvarnice
  - Alan Kay, americký počítačový specialista
- 19. května – Mickey Newbury, americký zpěvák, skladatel a písničkář († 29. září 2002)
- 20. května – Stan Mikita, kanadský hokejista († 7. srpna 2018)
- 21. května – Tony Sheridan, britský zpěvák a kytarista († 16. února 2013)
- 24. května
  - Josif Brodskij, sovětský básník a disident, nositel Nobelovy ceny za literaturu za rok 1987 († 28. ledna 1996)
  - Ivan Krajíček, slovenský herec, zpěvák, komik a režisér († 5. června 1997)
- 25. května – Nobujoši Araki, japonský fotograf
- 26. května – Levon Helm, americký hudebník, skladatel, herec a hudební producent († 19. dubna 2012)
- 28. května – John Bergamo, americký perkusionista a hudební skladatel († 19. října 2013)
- 31. května
  - Anatolij Bondarčuk, sovětský olympijský vítěz v hodu kladivem
  - Augie Meyers, americký klávesista
- 1. června
  - René Auberjonois, americký herec a režisér († 8. prosince 2019)
  - Kip Thorne, americký teoretický fyzik
- 2. června – Konstantin II. Řecký, bývalý král Řecka († 10. ledna 2023)
- 6. června
  - Jozef Zlocha, slovenský geolog, důlní inženýr, politik († 25. srpna 2001)
  - Willie John McBride, irský ragbista
- 7. června – Tom Jones, britský zpěvák a herec
- 8. června – Nancy Sinatra, americká zpěvačka a herečka
- 10. června – Jacques Rancière, francouzský marxistický filozof
- 13. června
  - Dallas Long, americký atlet, olympijský vítěz ve vrhu koulí
  - Gojko Mitić, německý herec, scenárista a režisér srbského původu
- 16. června – Taylor Wang, americký vědec a astronaut čínské národnosti
- 20. června
  - Eugen Drewermann, německý teolog, psychoanalytik, spisovatel
  - Ivan Palúch, slovenský herec († 3. července 2015)
- 22. června
  - Daniel Quillen, americký matematik († 30. dubna 2011)
  - Abbás Kiarostamí, íránský filmový režisér a scenárista († 4. července 2016)
- 23. června
  - Stuart Sutcliffe, britský hudebník a malíř († 10. dubna 1962)
  - Wilma Rudolphová, americká sprinterka, trojnásobná olympijská vítězka († 12. listopadu 1994)
  - Jimmy Castor, americký saxofonista a zpěvák († 16. ledna 2012)
  - Adam Faith, americký zpěvák, herec a novinář († 8. března 2003)
- 28. června – Muhammad Yunus, bangladéšský ekonom a bankéř, Nobelova cena míru 2006
- 30. června – Andrej Piontkovskij, ruský matematik a politický analytik
- 3. července
  - Jerzy Buzek, premiér Polska, předseda Evropského parlamentu
  - Pavel Pafko, český chirurg a profesor
- 4. července – Tony Tarantino, americký herec, režisér, kytarista a zpěvák
- 5. července – James Herbert Brennan, irský spisovatel fantastické literatury (†  1. ledna 2024)
- 6. července
  - Pavel Litvinov, ruský fyzik, disident
  - Nursultan Nazarbajev, prezident Kazachstánu
  - Rex Cawley, americký olympijský vítěz v běhu na 400 metrů překážek († leden 2021)
- 7. července – Ringo Starr, britský bubeník, zpěvák a herec
- 8. července – Roy Babbington, britský baskytarista a kontrabasista
- 12. července – Georgi Ivanov, bulharský kosmonaut
- 13. července – Patrick Stewart, britský herec
- 17. července – George Akerlof, americký ekonom, Nobelova cena 2001
- 18. července – James Brolin, americký herec
- 19. července – Terry Jennings, americký minimalistický hudebník a hudební skladatel († 11. prosince 1981)
- 26. července
  - Milan Čorba, slovenský scénograf, filmový a divadelní kostýmní výtvarník († 12. května 2013)
  - Brigitte Hamannová, rakouská spisovatelka a historička († 4. října 2016)
  - Jean-Luc Nancy, francouzský filosof († 23. srpna 2021)
- 30. července
  - Big Jack Johnson, americký bluesový kytarista a zpěvák († 14. března 2011)
  - Clive Sinclair, britský podnikatel, otec počítačů Sinclair ZX Spectrum († 16. září 2021)
  - Muhammad Saíd as-Saháf, irácký ministr zahraničí
- 3. srpna
  - Roscoe Mitchell, americký jazzový saxofonista a hudební skladatel
  - Martin Sheen, americký herec
- 4. srpna – Larry Knechtel, americký kytarista a hráč na klávesové nástroje († 20. srpna 2009)
- 5. srpna
  - Franco Cardini, italský historik
  - José van Dam, belgický operní pěvec, basbaryton
- 7. srpna – Jean-Luc Dehaene, premiér Belgie († 15. května 2014)
- 10. srpna
  - Peter Atkins, anglický chemik
  - Veniamin Směchov, sovětský a ruský herec a režisér
  - Marie Versini, francouzská herečka († 22. listopadu 2021)
- 15. srpna
  - Egon Gál, slovenský filozof
  - Gudrun Ensslinová, německá levicová teroristka († 18. října 1977)
- 16. srpna
  - Sean Bonniwell, americký kytarista, zpěvák a skladatel († 20. prosince 2011)
  - Bruce Beresford, australský filmový režisér
- 17. srpna – Fritz Wepper, německý herec
- 19. srpna – Jill St. John, americká herečka
- 20. srpna – Rajendra Pachauri, indický inženýr, šéf Mezivládního panelu pro změny klimatu († 12. února 2020)
- 21. srpna – Endre Szemerédi, maďarský matematik
- 22. srpna – Bob Pease, americký vynálezce († 18. června 2011)
- 23. srpna – Thomas A. Steitz, americký biochemik, Nobelova cena za chemii 2009 († 9. října 2018)
- 26. srpna – Nik Turner, anglický saxofonista, flétnista a zpěvák († 10. listopadu 2022)
- 27. srpna – Sonny Sharrock, americký jazzový kytarista († 26. května 1994)
- 28. srpna
  - Uma Aaltonenová, finská spisovatelka, novinářka a europoslankyně († 13. července 2009)
  - William Cohen, ministr obrany Spojených států amerických
- 29. srpna
  - Bennie Maupin, americký jazzový saxofonista a flétnista
  - Wim Ruska, reprezentant Nizozemska v judu, olympijský vítěz († 14. února 2015)
- 31. srpna – Wilton Felder, americký saxofonista a baskytarista († 27. září 2015)
- 1. září – Clayton Alderfer, americký psycholog († 30. října 2015)
- 2. září – Régis Debray, francouzský filozof, novinář, spisovatel
- 3. září
  - Shadow Morton, americký hudební producent a skladatel († 14. února 2013)
  - Eduardo Galeano, uruguayský novinář a spisovatel († 13. dubna 2015)
- 4. září – Sonny Charles, americký zpěvák
- 5. září – Raquel Welchová, americká herečka († 15. února 2023)
- 7. září
  - Abdurrahman Wahid, čtvrtý prezident Indonésie († 30. prosince 2009)
  - Dario Argento, italský režisér, scenárista a producent
- 10. září – Roman Kováč, slovenský lékař a politik
- 11. září – Brian De Palma, americký filmový režisér a scenárista
- 12. září
  - Roger K. Crouch, vědec a americký astronaut
  - Milan Šútovec, slovenský literární kritik a vědec, spisovatel a politik
- 13. září – Óscar Arias, prezident Kostariky
- 19. září – Caroline John, britská herečka († 5. června 2012)
- 20. září
  - Burhánuddín Rabbání, prezident Afghánistánu († 20. září 2011)
  - Taró Asó, japonský premiér
  - Terry McDermott, americký rychlobruslař, olympijský vítěz († 20. května 2023)
- 22. září – Anna Karina, dánsko-francouzská herečka († 14. prosince 2019)
- 26. září – Gary Bartz, americký jazzový saxofonista
- 28. září – Alexandr Ivančenkov, sovětský konstruktér a kosmonaut
- 29. září – Lorenzo Baldisseri, italský kardinál
- 30. září – Dewey Martin, kanadský rockový bubeník († 31. ledna 2009)
- 1. října – Michael Gruber, americký spisovatel
- 2. října – Gheorghe Gruia, rumunský házenkář († 9. prosince 2015)
- 3. října – Vasil Oleksandrovič Abašin, ukrajinský keramik
- 4. října – Steve Swallow, americký jazzový baskytarista, kontrabasista a skladatel
- 7. října – Larry Young, americký jazzový varhaník († 30. března 1978)
- 9. října – John Lennon, britský zpěvák a hudební skladatel († 8. prosince 1980)
- 10. října – Stanley Mouse, americký výtvarník
- 12. října – Jozef Repko, slovenský spisovatel-prozaik a dramatik († 8. dubna 2014)
- 13. října
  - Chris Farlowe, anglický rockový, bluesový a soulový zpěvák
  - Pharoah Sanders, americký jazzový saxofonista († 24. září 2022)
- 14. října
  - Cliff Richard, britský zpěvák
  - George Ritzer, americký sociolog
- 17. října – Stephen Kovacevich, americký pianista a dirigent
- 18. října – Győző Kulcsár, maďarský šermíř a olympionik († 19. září 2018)
- 19. října – Michael Gambon, britský herec († 27. září 2023)
- 20. října
  - Jean Clair, francouzský historik umění a spisovatel
  - Philip Kinorra, britský bubeník a zpěvák
- 21. října
  - Marita Petersen, faerská premiérka († 26. srpna 2001)
  - Manfred Mann, jihoafrický hudebník
- 23. října
  - Jane Holzer, americká sběratelka umění a herečka
  - Pelé, brazilský fotbalista († 29. prosince 2022)
- 26. října – Jozef Stank, slovenský politik († 7. března 2005)
- 27. října
  - Maxine Hong Kingstonová, americká spisovatelka čínského původu
  - Šahnáz Pahlaví, íránská princezna
- 28. října – Gennadij Strekalov, ruský kosmonaut († 25. prosince 2004)
- 29. října – Frida Boccara, francouzská zpěvačka († 1. srpna 1996)
- 30. října – Pauli Nevala, finský atlet, olympijský vítěz v hodu oštěpem
- 1. listopadu – Larry Kusche, americký publicista a spisovatel
- 3. listopadu – Sonny Rhodes, americký bluesový zpěvák († 14. prosince 2021)
- 4. listopadu – Marlène Jobertová, francouzská výtvarnice, herečka, zpěvačka a spisovatelka
- 5. listopadu – Elke Sommerová, německá herečka
- 6. listopadu – Clara Janés, španělská spisovatelka
- 10. listopadu – Screaming Lord Sutch, britský hudebník a politik. († 16. června 1999)
- 12. listopadu
  - Teofil Klas, slovenský básník a překladatel († 27. února 2025)
  - Donald William Wuerl, americký kardinál
- 13. listopadu
  - Saul Kripke, americký filosof a logik († 15. září 2022)
  - William Taubman, americký politolog
- 17. listopadu – Michael A'Hearn, americký astronom († 29. května 2017)
- 18. listopadu – Kábús bin Saíd, sultánem Ománu († 10. ledna 2020)
- 20. listopadu – Arieh Warshel, izraelsko-americký biochemik a biofyzik, Nobelova cena za chemii 2013
- 22. listopadu – Terry Gilliam, americký filmový režisér a výtvarník
- 25. listopadu
  - Percy Sledge, americký R&B a soulový zpěvák († 14. dubna 2015)
  - Reinhard Furrer, německý vědec a astronaut († 9. září 1995)
- 26. listopadu
  - Enrico Bombieri, italský matematik
  - Gianni De Michelis, italský politik († 11. května 2019)
- 27. listopadu – Bruce Lee, americký herec, mistr a popularizátor bojových umění († 20. července 1973)
- 29. listopadu – Billy Hart, americký jazzový bubeník
- 1. prosince – Albert Van Damme, belgický mistr světa v cyklokrosu
- 3. prosince
  - Svetozár Stračina, slovenský hudební skladatel, klavírista († 26. února 1996)
  - Kišin Šinojama, japonský fotograf
- 5. prosince – Niko Grafenauer, slovinský básník, esejista, literární historik a překladatel
- 11. prosince – David Gates, americký zpěvák a skladatel
- 12. prosince – Dionne Warwick, americká zpěvačka a herečka
- 21. prosince – Frank Zappa, americký kytarista, zpěvák a hudební skladatel († 4. prosince 1993)
- 22. prosince – Branislav Hronec, slovenský hudební skladatel, klávesista a dirigent († 25. října 2022)
- 23. prosince
  - Mamnún Husajn, pákistánský prezident († 14. července 2021)
  - Jorma Kaukonen, americký rockový a bluesový kytarista a zpěvák
- 26. prosince – Edward C. Prescott, americký ekonom, Nobelova cena 2004
- 28. prosince – Lonnie Liston Smith, americký jazzový klavírista
- 29. prosince – Fred Hansen, americký atlet, olympijský vítěz ve skoku o tyči

## Úmrtí
Automatický abecedně řazený seznam viz Kategorie:Úmrtí v roce 1940

### Česko

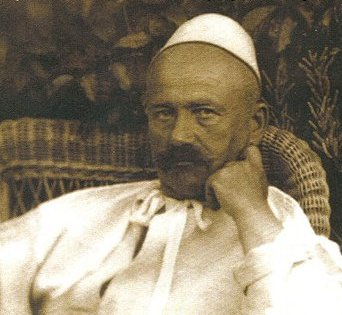
Joža Uprka († 12. ledna)

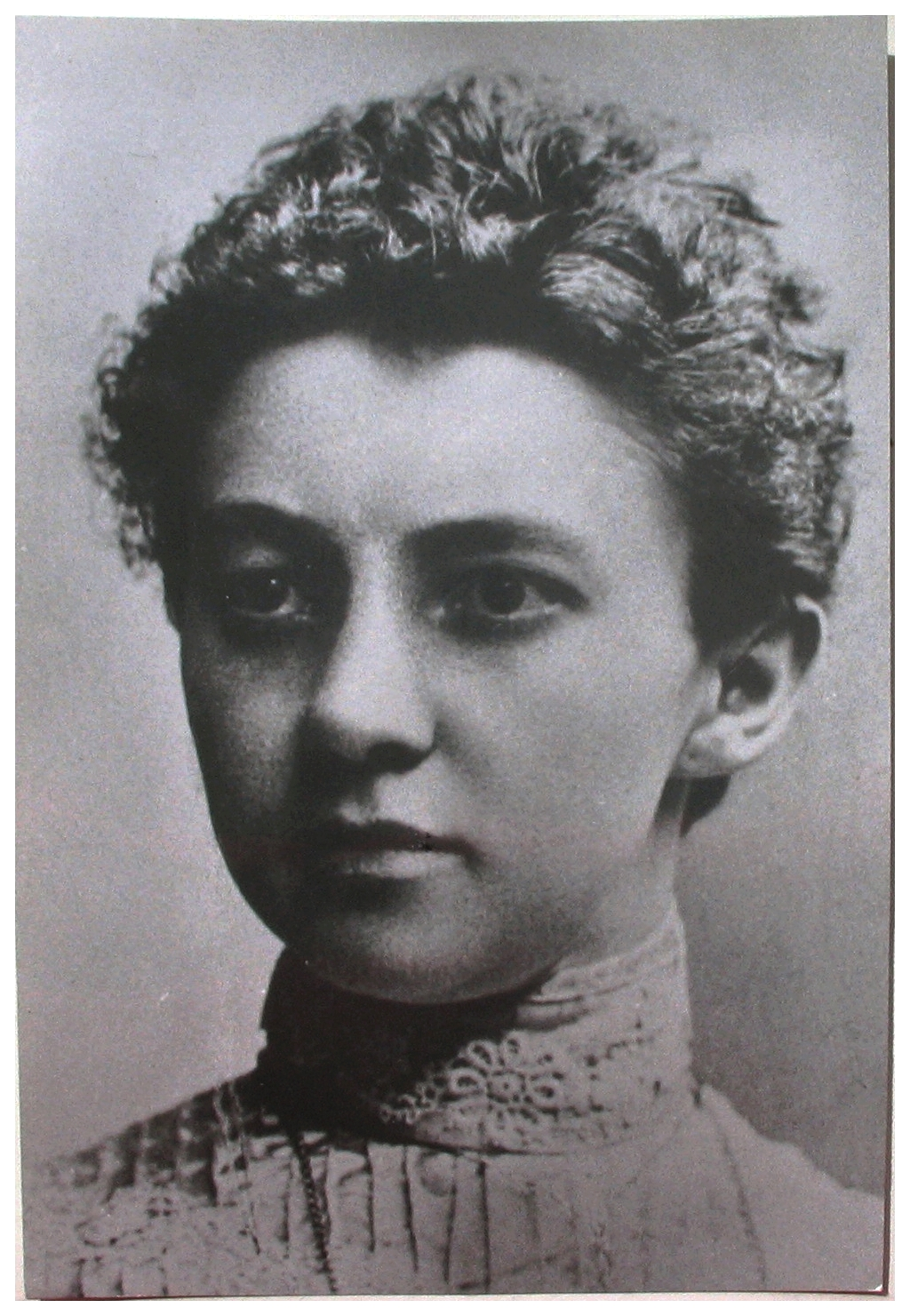
Anna Honzáková († 13. října)

- 3. ledna – Vincenc Procházka, politik (* 2. ledna 1854)
- 7. ledna – Robert Hütter, československý politik německé národnosti (* 17. dubna 1877)
- 9. ledna – Josef Jiránek, klavírista, hudební pedagog a skladatel (* 24. března 1855)
- 10. ledna – Alois Špalek, architekt (* 6. června 1883)
- 12. ledna – Joža Uprka, malíř a grafik (* 25. října 1861)
- 13. ledna
  - František Maloch, botanik a učitel (* 24. dubna 1862)
  - Karel Svoboda-Škréta, malíř a restaurátor (* 28. ledna 1860)
- 15. ledna – Zdeněk Rykr, malíř, žurnalista a scénograf (* 26. října 1900)
- 23. ledna – Rudolf Bergman, politik (* 15. července 1876)
- 24. ledna – František Jakub, malíř (* 22. prosince 1875)
- 7. února – František Zimák, politik (* 13. srpna 1872)
- 16. února – Jan Žížala, kněz a odborový funkcionář (* 16. května 1878)
- 17. února
  - František Pastrnek, jazykovědec a slavista (* 4. října 1853)
  - Helena Malířová, novinářka a spisovatelka (* 31. října 1877)
- 18. února – Friedrich Benze, matematik (* 23. září 1873)
- 19. února – Tereza Svatová, spisovatelka (* 31. března 1858)
- 23. února – Franz Hantschel, český, německy píšící lékař a vlastivědný pracovník (* 4. října 1844)
- 26. února – Alfons Bébar, převor kláštera v Domažlicích (* ? 1881)
- 8. března – Gejza Rehák, československý politik slovenské národnosti (* 18. října 1881)
- 9. března – Jan Nevěřil, děkan teologické fakulty v Olomouci (* 1. března 1864)
- 16. března – Josef Anton Trčka, fotograf, malíř, grafik, sochař (* 7. září 1893)
- 19. března – Adolf Wenig, spisovatel, pedagog a překladatel (* 12. srpna 1874)
- 20. března – Josef Schránil, archeolog (* 5. dubna 1883)
- 29. března – Karel Herfort, zakladatel české dětské psychiatrie (* 8. srpna 1871)
- 7. dubna – Karel Trapl, čs. ministr financí (* 31. srpna 1881)
- 10. dubna
  - Václav Sladký, politik (* 20. dubna 1879)
  - Václav Bouček, politik (* 5. září 1869)
  - Jindřich Vodák, literární a divadelní kritik (* 8. listopadu 1867)
  - Alois Tučný, politik, odborový předák a ministr (* 4. června 1881)
- 16. dubna – Alois Procházka, učitel a archeolog (* 18. května 1875)
- 19. dubna – Jan Bukáček, senátní president u Nejvyššího soudu (* 22. ledna 1861)
- 27. dubna – František Novák, letecký akrobat (* 26. srpna 1902)
- 30. dubna – Antonín Bílý, prezident Nejvyššího soudu (* 30. května 1861)
- 2. května – Šimon Bárta, katolický duchovní, filosof a teolog († 27. října 1864)
- 8. května – Karel Fajfrlík, politik (* 28. ledna 1860)
- 12. května – Michael Kácha, novinář, anarchista a nakladatel (* 6. ledna 1874)
- 13. května – Franz Köhler, československý politik německé národnosti (* 6. ledna 1881)
- 21. května – Ivan Sekanina, levicový novinář, právník a bojovník proti fašismu (* 31. října 1900)
- 14. června – Václav Hradecký, malíř (* 21. října 1867)
- 15. června
  - Otakar Kudrna, poslanec Českého zemského sněmu a starosta Netolic (* 24. května 1853)
  - Ernst Weiss, český, německy píšící lékař, spisovatel a dramatik (* 28. srpna 1882)
- 16. června – Vítězslava Kaprálová, skladatelka a dirigentka (* 24. ledna 1915)
- 20. června – Mathias Zdarsky, malíř, sochař a průkopník alpského lyžování (* 24. února 1856)
- 21. června – František Táborský, básník a spisovatel (* 16. ledna 1858)
- 23. června – Josef Strouhal, herec a režisér (* 16. ledna 1863)
- 1. července – Emil Štolc, hudební skladatel a dirigent (* 28. října 1888)
- 8. července
  - Jan Sadílek, legionář a odbojář (* 16. května 1884)
  - Josef Povondra, major četnictva, zakladatel první daktyloskopické sbírky (* 14. března 1871)
- 14. července
  - Růžena Jesenská, spisovatelka (* 17. června 1863)
  - Jozef Miškovský, novinář, spisovatel, nakladatel a historik (* 10. března 1859)
- 23. července – Metoděj Janíček, kantor a hudební skladatel (* 1. února 1862)
- 26. července – Bohdan Bečka, ministr financí Československa (* 14. dubna 1863)
- 3. srpna – Bohuslav Koukal, odborový funkcionář a politik (* 10. září 1871)
- 5. srpna – Petr Fingal, spisovatel, novinář a dramatik (* 3. srpna 1889)
- 22. srpna – Rudolf Medek, spisovatel a voják (* 8. ledna 1890)
- 3. září – František Černý, kontrabasista a hudební skladatel (* 23. ledna 1861)
- 10. září – Pavla Moudrá, spisovatelka a překladatelka (* 26. ledna 1861)
- 11. září – František Samek, politik (* 10. června 1876)
- 24. září – Karel Koubek, malíř (* 23. září 1896)
- 28. září – Bedřich Mendl, historik (* 29. srpna 1892)
- 7. října – Josef Patejdl, legionář a politik (* 30. prosince 1878)
- 8. října – Josef František, válečný letec RAF (* 7. října 1914)
- 12. října – František Novák, politik (* 6. února 1872)
- 13. října – Anna Honzáková, první promovaná doktorka medicíny na české lékařské fakultě v Praze (* 16. listopadu 1875)
- 25. října – Otto Pick, pražský, německy píšící novinář, spisovatel a básník (* 22. května 1887)
- 11. listopadu – František Soukup, politik (* 22. srpna 1871)
- 16. listopadu – Jindřich Souček, technik, hudební skladatel a sbormistr (* 1. ledna 1863)
- 22. listopadu – František Groh, filolog a archeolog (* 13. listopadu 1863)
- 24. listopadu – Jan Buzek, československý politik polské národnosti (* 27. března 1874)
- 3. prosince – Josef Kachník, teolog (* 13. května 1859)
- 5. prosince – Jan Kubelík, houslista a hudební skladatel (* 5. července 1880)
- 16. prosince – František Hojer, fotbalový reprezentant (* 27. dubna 1896)
- 22. prosince – Albert Milota, právní teoretik a politik (* 8. dubna 1877)
- 24. prosince – Rudolf Piskáček, hudební skladatel (* 15. března 1884)
- 27. prosince – Duchoslav Panýrek, chirurg a spisovatel (* 19. ledna 1867)

### Svět

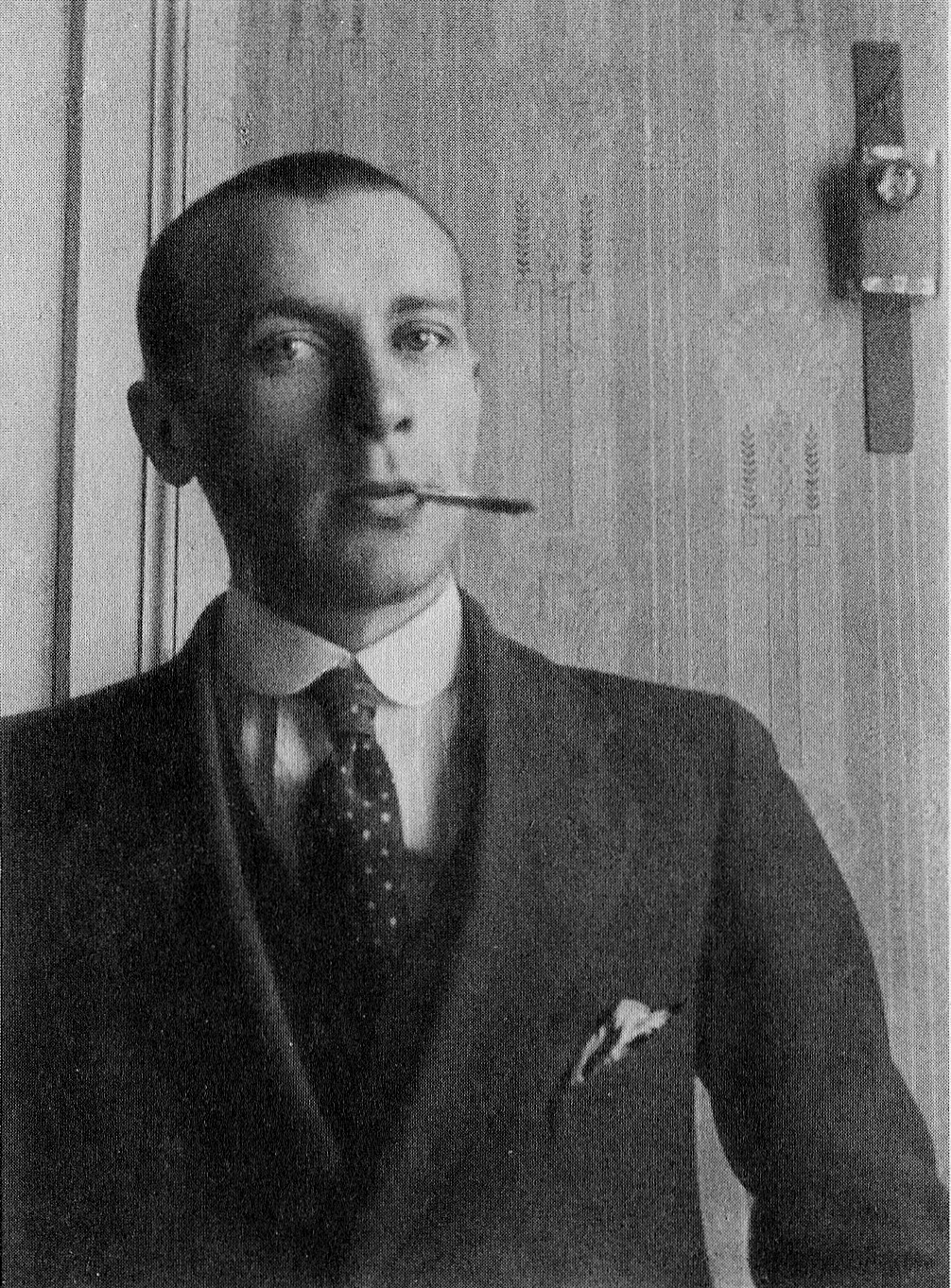
Michail Bulgakov († 10. března)

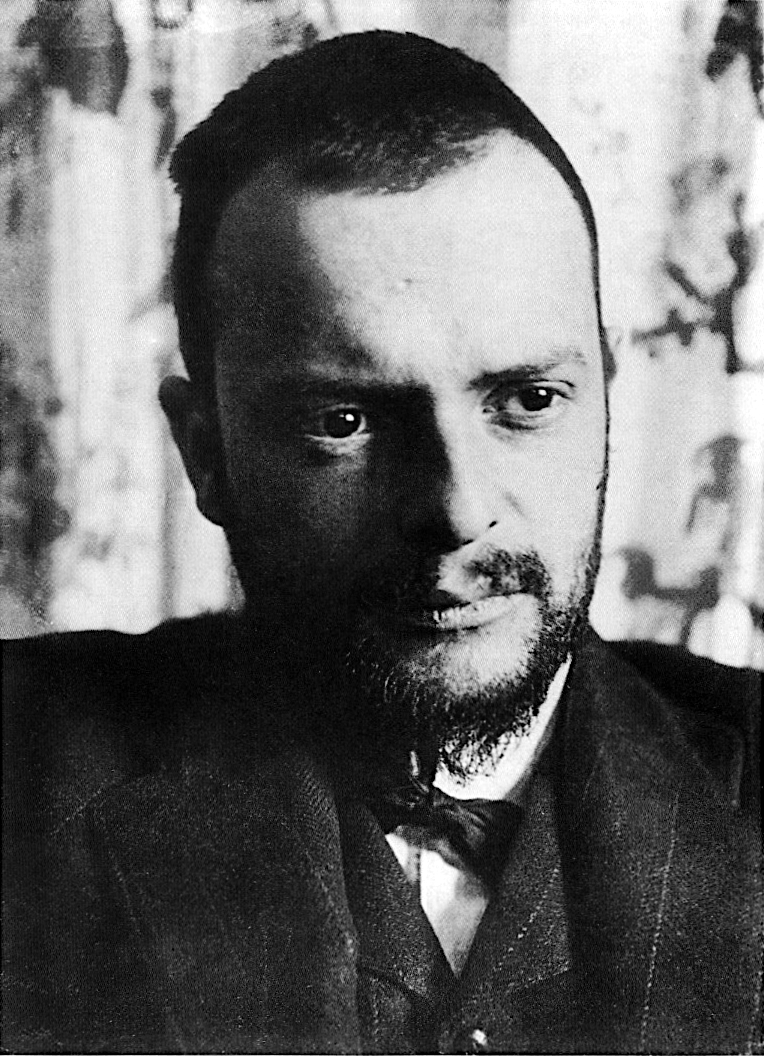
Paul Klee († 29. června)

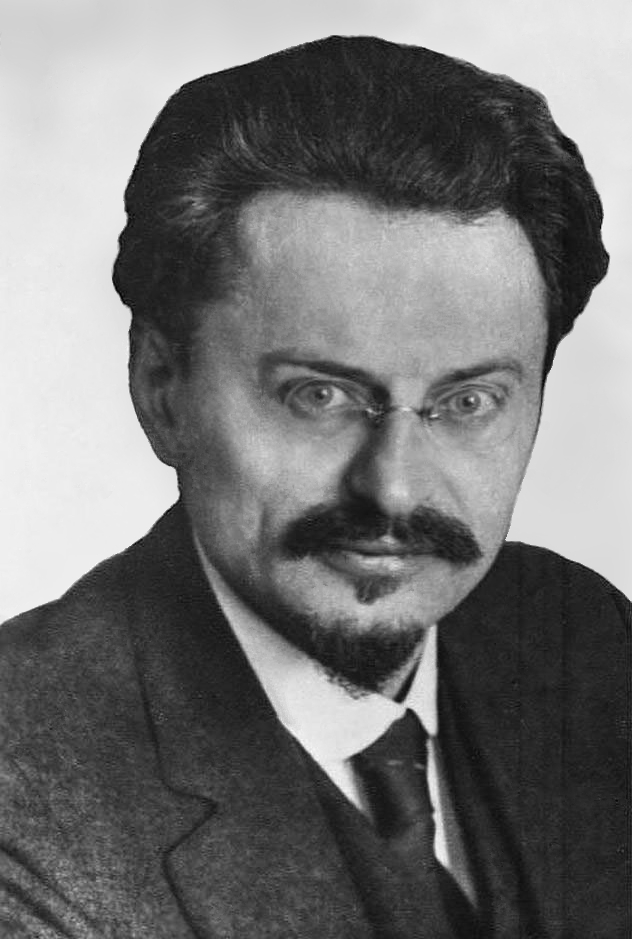
Lev Trockij († 12. ledna)

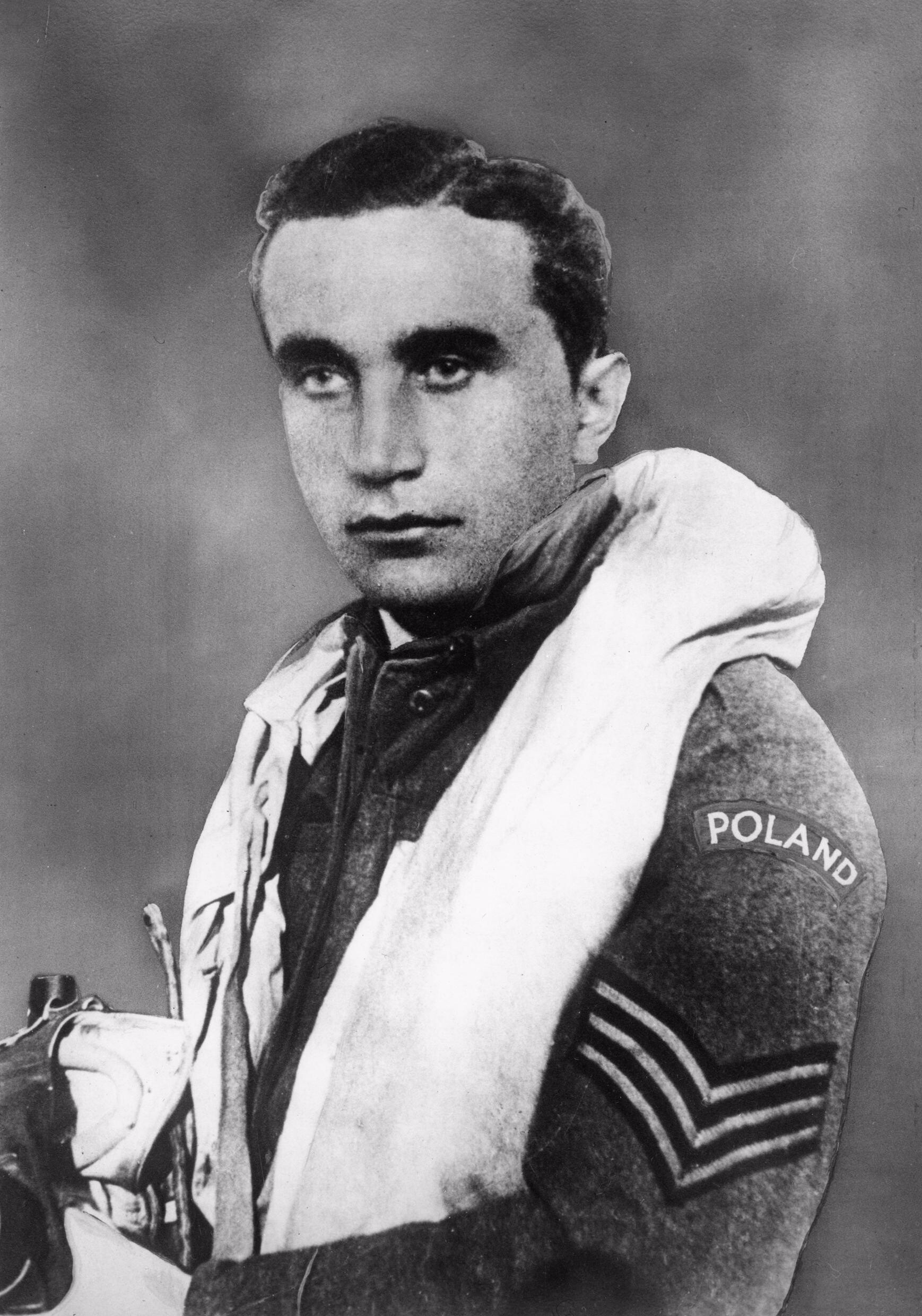
Josef František († 21. srpna)

- 2. ledna – Birger Wasenius, finský rychlobruslař (* 7. prosince 1911)
- 10. ledna – Alojzy Adamczyk, polský povstalec (* 16. června 1895)
- 12. ledna
  - Einar Benediktsson, islandský básník (* 31. října 1864)
- 17. ledna – Carl Boberg, švédský básník, žurnalista a politik (* 16. srpna 1859)
- 27. ledna – Isaak Babel, ruský spisovatel, oběť komunismu (* 12. července 1894)
- 28. ledna – Hasan Bej Šukri, arabský palestinský politik (* ? 1876)
- 22. ledna – Ernst Gagliardi, švýcarský historik (* 7. ledna 1882)
- 2. února
  - Vsevolod Emiljevič Mejerchold, ruský avantgardní režisér (* 28. února 1874)
  - Nikolaj Kedrov starší, ruský skladatel duchovní hudby (* 1871)
- 10. února – Artur Nikodem, rakouský malíř (* 6. února 1870)
- 12. února – Selwyn Edge, britský automobilový závodník australského původu (* 29. března 1868)
- 11. února – Gunnar Höckert, finský atlet, olympijský šampión a několikanásobný světový rekordman (padl; * 12. února 1910)
- 15. února – Otto Toeplitz, německý matematik (* 1. srpna 1881)
- 19. února – Ljubomir Davidović, srbský politik (* 24. prosince 1863)
- 26. února – Michael Hainisch, rakouský prezident (* 15. srpna 1858)
- 27. února – Peter Behrens, německý architekt (* 14. dubna 1868)
- 29. února – Nyrki Tapiovaara, finský režisér (* 10. září 1911)
- 1. března – Anton Hansen Tammsaare, estonský spisovatel, esejista a překladatel (* 30. ledna 1878)
- 4. března – Karl Muck, německý dirigent (* 22. října 1859)
- 7. března – Edwin Markham, americký básník (* 23. dubna 1852)
- 10. března – Michail Bulgakov, sovětský prozaik a dramatik (* 15. května 1891)
- 14. března – Gabriele Possanner, rakouská lékařka (* 27. ledna 1860)
- 16. března – Selma Lagerlöfová, švédská spisovatelka (* 20. listopadu 1858)
- 21. března – Felice Nazzaro, italský automobilový závodník (* 1881)
- 24. března – Édouard Branly, francouzský fyzik (* 23. října 1844)
- 26. března
  - Julij Šokalskij, ruský oceánograf, geograf] a kartograf (* 17. října 1856)
  - Spyridon Luis, řecký atlet, olympijský vítěz maratonu (* 12. ledna 1873)
- 3. dubna – Peter Wust, německý filosof (* 28. srpna 1884)
- 5. dubna – Robert Maillart, švýcarský stavební inženýr (* 6. února 1872)
- 8. dubna – Karl Becker, generál Wehrmachtu (* 14. prosince 1879)
- 9. dubna – Jean Verdier, kardinál, arcibiskup pařížský (* 19. února 1864)
- 17. dubna – Kateřina Schrattová, rakouská herečka, milenka Františka Josefa I.(* 1853)
- 24. dubna – Adriaan Boer, nizozemský fotograf (* 11. března 1875)
- 25. dubna – Wilhelm Dörpfeld, německý architekt a archeolog (* 26. prosince 1853)
- 26. dubna – Carl Bosch, německý chemik, nositel Nobelovy ceny (* 27. srpna 1874)
- 27. dubna – Pavel Golovin ruský polární letec a voják (* 26. dubna 1909)
- duben – Mieczysław Smorawiński, polský generál, zavražděn v Katyni (* 25. prosince 1893)
- 7. května – Nikolaj Někrasov, poslední generální guvernér Finského velkoknížectví (* 1. listopadu 1879)
- 8. května – Karol Kulisz, polský evangelický teolog (* 12. června 1873)
- 10. května – Stanisław Bułak-Bałachowicz, polský generál (* 12. listopadu 1883)
- 14. května – Emma Goldmanová, americká anarchistka (* 27. června 1869)
- 20. května
  - Jozef Gregor-Tajovský, slovenský spisovatel (* 18. října 1874)
  - Carl Gustaf Verner von Heidenstam, švédský spisovatel (* 6. července 1859)
- 23. května – Paul Nizan, francouzský filozof a spisovatel (* 7. února 1905)
- květen
  - Stanisław Haller de Hallenburg, polský generál (* 26. května 1872)
  - Jakub Wajda, důstojník polské armády, oběť masakru v Katyni (* 27. července 1900)
- 1. června – Alfred Loisy, francouzský filozof a teolog (* 28. února 1857)
- 10. června – Marcus Garvey, jamajský novinář, předchůdce panafrického hnutí (* 17. srpna 1887)
- 17. června – Arthur Harden, britský biochemik (* 12. října 1865)
- 20. června – Jehan Alain, francouzský skladatel, varhaník a válečný hrdina (* 3. února 1911)
- 21. června
  - Maciej Rataj, polský spisovatel a prozatímní prezident (* 19. února 1884)
  - Smedley Butler, americký generálmajor námořní pěchoty (* 30. července 1881)
  - Janusz Kusociński, polský olympijský vítěz v běhu na 10 000 metrů (* 15. ledna 1907)
- 22. června – Wladimir Köppen, německý geograf, meteorolog a botanik (* 8. října 1846)
- 28. června – Italo Balbo, italský fašista, spolupracovník Benita Mussoliniho (* 6. června 1896)
- 29. června – Paul Klee, švýcarský malíř (* 1879)
- 1. července – Ben Turpin, americký filmový komik (* 19. září 1869)
- 2. července – Ladislav Nádaši-Jégé, slovenský lékař, novinář a spisovatel (* 12. února 1866)
- 4. července – Marie Louisa hraběnka Larischová-Wallersee, dcera Ludvíka Viléma Bavorského (* 24. února 1858)
- 5. července – Carl Einstein, německý historik umění, spisovatel (* 26. dubna 1885)
- 4. srpna – Vladimír Žabotinský, židovský vůdce, spisovatel (* 18. října 1880)
- 5. srpna – Frederick Cook, americký polárník (* 10. června 1865)
- 7. srpna – Eugenie Schwarzwaldová, rakouská filantropka, spisovatelka a pedagožka (* 4. června 1872)
- 18. srpna – Walter Chrysler, zakladatel automobilky Chrysler (* 2. dubna 1875)
- 21. srpna – Lev Davidovič Trockij, sovětský politik (* 7. listopad 1879)
- 24. srpna – Paul Nipkow, německý vynálezce (* 22. srpna 1860)
- 25. srpna – Édouard Michelin, francouzský vynálezce (* 23. června 1859)
- 30. srpna – Joseph John Thomson, anglický fyzik (* 18. prosince 1856)
- 21. září – Heinrich August Luyken, německý spisovatel (* 10. prosince 1864)
- 26. září – Walter Benjamin, německý literární kritik, filosof a překladatel (* 15. července 1892)
- 29. září – Rafail Levickij, ruský malíř a fotograf (* 5. srpna 1847)
- 7. října – Maurice Leloir, francouzský malíř, grafik, ilustrátor, historik a spisovatel (* 1. listopadu 1853)
- 8. října – Josef František, pilot, stíhací eso polského letectva v Bitvě o Británii (* 7. října 1914)
- 11. října – Vito Volterra, italský matematik a fyzik (* 3. května 1860)
- 12. října
  - Ruth Harriet Louise, americká profesionální fotografka (* 13. ledna 1903)
  - Tom Mix, americký filmový herec (* 6. ledna 1880)
- 15. října
  - Lluís Companys, španělský politik, prezident katalánské samosprávy (* 21. června 1882)
  - Sophus Juncker-Jensen, dánský fotograf (* 16. února 1859)
  - Hans Luber, německý olympijský vítěz ve skocích do vody (* 15. října 1893)
- 20. října – Erik Gunnar Asplund, švédský architekt (* 22. září 1885)
- 26. října – Olga Boznańska, polská malířka (* 15. dubna 1865)
- 3. listopadu – Lewis Hine, americký fotograf (* 26. září 1874)
- 4. listopadu – Josef Emanuel Hibsch, rakouský geolog (* 26. března 1852)
- 6. listopadu  – Józef Kubisz,  rakousko-uherský diplomat a polský konzul v USA (* 14. března 1885)
- 9. listopadu – Neville Chamberlain, britský státník (* 18. března 1869)
- 10. listopadu – Michael Staksrud, norský rychlobruslař (* 2. června 1908)
- 11. listopadu – Han Mac Tu, vietnamský básník (* 22. září 1912)
- 22. listopadu – Mato Kosyk, lužickosrbský básník, publicista a prozaik (* 18. června 1853)
- 24. listopadu – Kinmoči Saiondži, premiér Japonska (* 23. října 1849)
- 27. listopadu
  - Nicolae Iorga, rumunský historik, dramatik a básník (* 17. ledna 1871)
  - Emilio Pizzi, italský skladatel (* 1. února 1861)
- listopad – Wacław Berent, polský spisovatel (* 28. září 1873)
- 5. prosince – Jan Kubelík, český houslista a skladatel (* 5. července 1880)
- 7. prosince – Paul Ferdinand Schilder, rakouský psychiatr, psychoanalytik a neurolog (* 15. února 1886)
- 14. prosince – Anton Korošec, předseda vlády Království Slovinců, Chorvatů a Srbů (* 12. května 1872)
- 16. prosince – Eugène Dubois, nizozemský anatom a geolog (* 28. ledna 1858)
- 21. prosince – Francis Scott Fitzgerald, americký spisovatel (* 24. září 1896)
- 22. prosince – Nathanael West, americký spisovatel a scenárista (* 17. října 1903)
- 29. prosince – Dov Hoz, jeden z vůdců dělnického sionismu (* 19. září 1894)
- 30. prosince – Gjergj Fishta, albánský františkánský mnich a básník (* 23. října 1871)

## Hlavy států
- Belgie – Leopold III. (1934–1951)
- Dánsko – Kristián X. (1912–1947)
- Francie – Albert Lebrun (1932–1940)
- Itálie – Viktor Emanuel III. (1900–1946)
- Maďarsko – Miklós Horthy (1920–1944)
- Německo – Adolf Hitler (1934–1945)
- Nizozemsko – Vilemína Nizozemská (1890–1948)
- Portugalsko – Óscar Carmona (1926–1951)
- Protektorát Čechy a Morava – Emil Hácha (1939–1945)
- Řecko – Jiří II. (1935–1947)
- Slovensko – Jozef Tiso (1939–1945)
- Sovětský svaz – Josif Vissarionovič Stalin (1922–1953)
- Království Velké Británie – Jiří VI. (1936–1952)
- Španělsko – Francisco Franco (1936–1975)
- Švédsko – Gustav V. (1907–1950)
- Japonsko – Hirohito (1926–1989)
- USA – Franklin Delano Roosevelt (1933–1945)
- Turecko – İsmet İnönü (1938–1950)
- Papež – Pius XII. (1939–1958)